# 海尔维第共和国
海尔维第共和國，又译赫尔维蒂共和国，是透过法国大革命在瑞士邦聯领域上建立的姊妹共和国。1798年4月12日海尔维第共和国成立，1803年3月10日解散；在瑞士历史中这段时期被称为海尔维第，名称来源于海尔维第人。

## 历史

### 革命前的情况

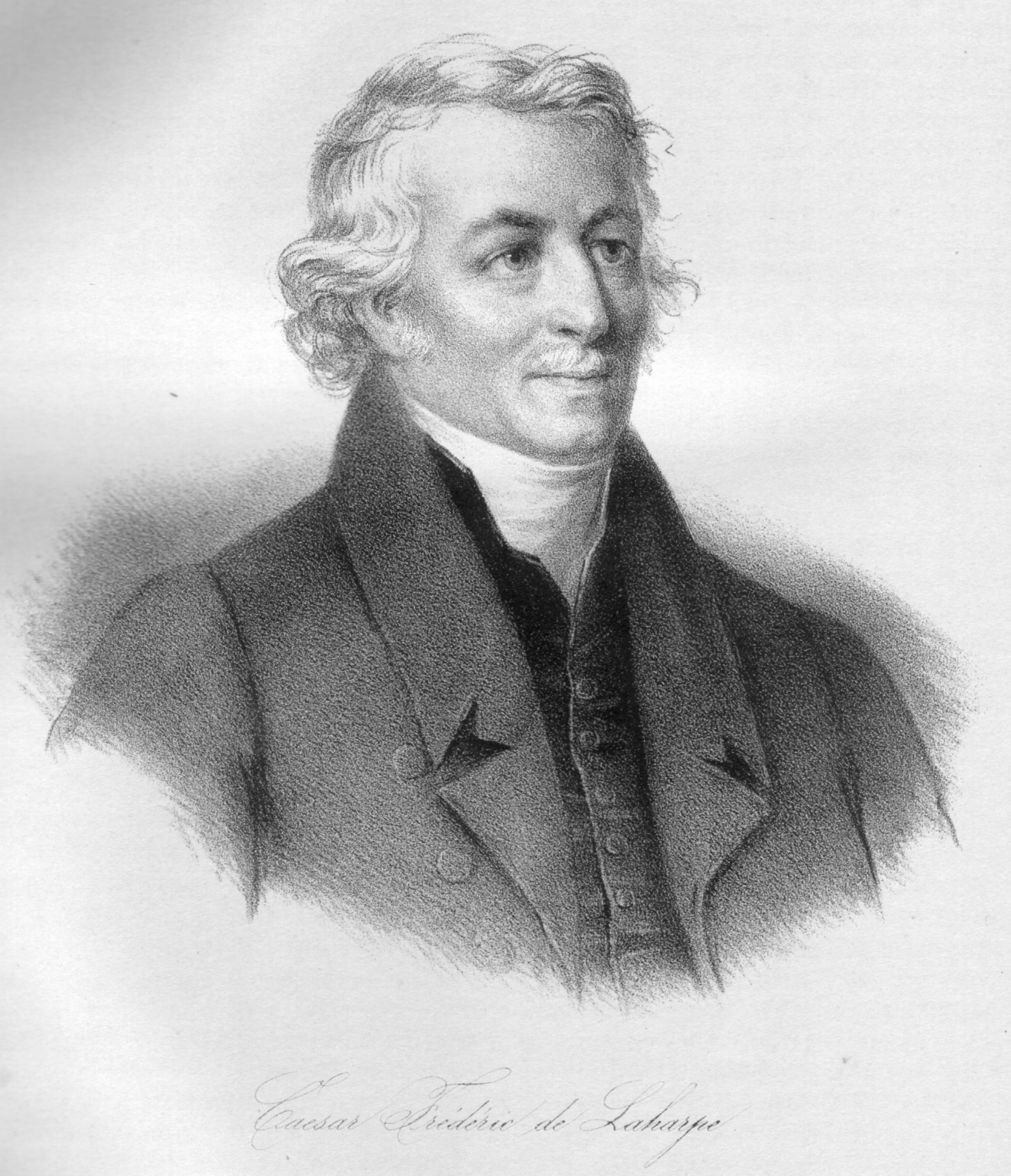
弗雷德里克-塞萨尔·德·拉阿尔普，沙皇亚历山大一世的教师，沃州爱国者

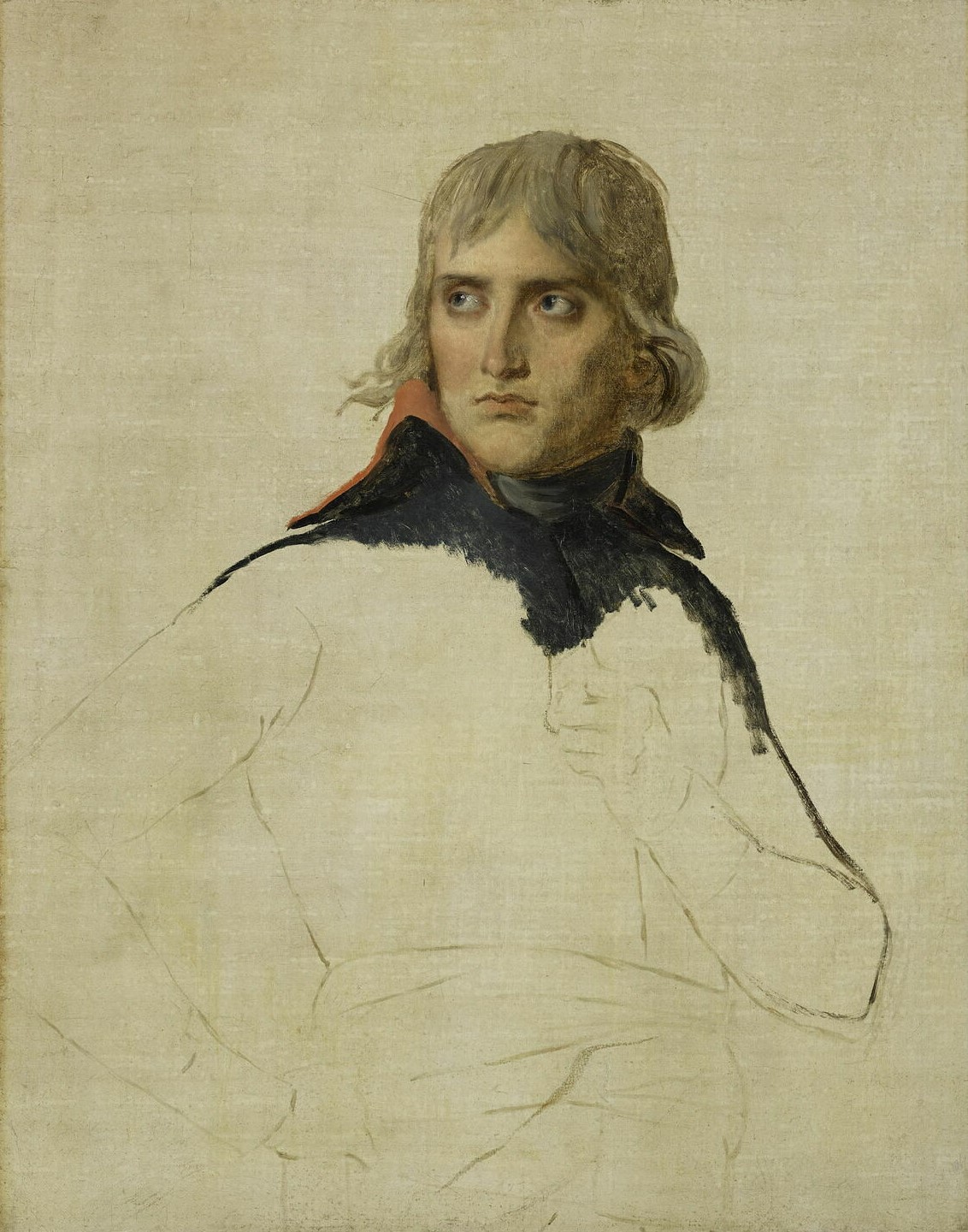
1797年拿破仑·波拿巴将军像

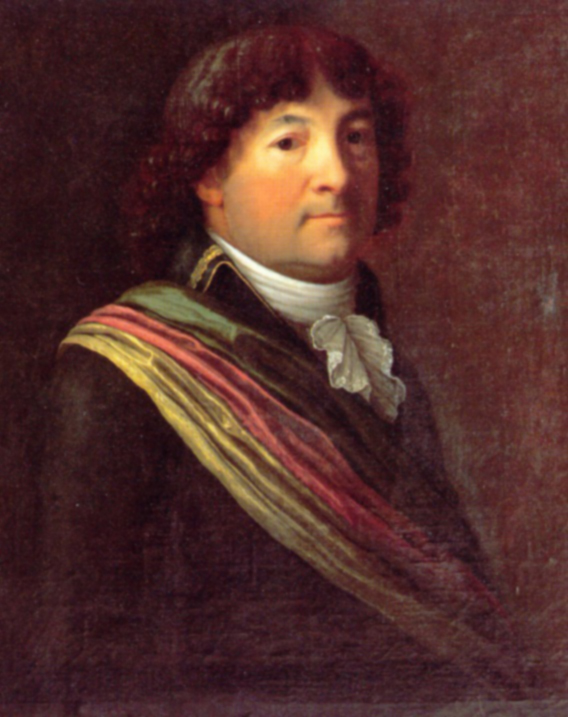
巴塞尔商会大会长彼得·奥克斯穿着海尔维第执政的制服

18世纪，法国和瑞士邦聯的关系良好。通过两国之间的条约，法国王家军队里有一支2.5万瑞士人组成的军团，而假如中立的瑞士邦聯受攻击的话法国会出兵帮助。另外，瑞士邦聯在法国市场上享有特权，并可低价从法国购买粮食和盐。
路易十六时，这个联盟更加紧密。1777年法国再次把这个联盟（这次与所有的州）延长了50年。虽然在联盟的訂約文件里未顯示出瑞士对法国的依赖性，但是实际上在18世纪里法国对瑞士政治家的经济和政治影响大到了可以把瑞士作为法国的附庸国的地步。瑞士的贵族和城市贵族与法国的关系非常密切。许多瑞士公民被提升为法国贵族，法国文化和思想对瑞士也有非常强的影响，因此启蒙运动思想在瑞士也非常普及，而通过让-雅克·卢梭和约翰·海因里希·裴斯泰洛齐，瑞士在法国也很受重视。
在此背景下，1789年法国大革命爆發，一群自稱“爱国者”的革命人士要求取消统治家族的特权、农奴制度、封建制度、引入现代的宪法、引入经济、思想和贸易自由，各地都有地方自主或者独立的要求，其中呼声最响的是受伯尔尼统治的沃州和阿爾高州，受启蒙主义影響的海尔维第社团要求在政治、经济和军事上国家一体化。
到1797年为止情况还算稳定。但是，隨著路易十六被杀、九月大屠杀、雅各賓党人的恐怖统治後，使得瑞士革命者的訴求失去吸引力，尤其在天主教为主的地区，取消对这些地区来说非常有利的雇佣军，和法國革命政府反教会的政策，使得这些地区强烈反对革命。启蒙精英派认为这些暴行是贵族的错误，是舊政府无法改革的结局，而统治的贵族则认为这些暴行是法国统治系统软弱的结局，他们对改革呼声毫不让步的做法是正确的。相反地，由于移居法国的瑞士爱国者的宣传，使得法国人感到瑞士是一个反革命据点。这些移民在法国组织“瑞士俱乐部”，帮助收容法国难民。
最早发生革命的地方是今天瑞士的巴塞爾城市州和日內瓦州。1791年3月20日在主教请求下奥地利军队占领巴塞尔。因此1792年4月29日奥地利和法国开战后法军占领了巴塞尔主教领地的北部，神圣罗马帝国的军队则占据其它地区。1792年12月在被法国占领的北部成立了一个以法国为榜样的共和国，1793年法国把这个共和国合并入自己的版图。1792年10月法國革命党人也企图占据日内瓦。但是由于伯尔尼和苏黎世的介入未能成功。法国承认日内瓦的独立，條件是瑞士保证不继续派邦聯军队入驻日内瓦，在一段混亂和暴力後，1796年，日内瓦在法国支持下颁布了一部共和国民主宪法。
法国对今天瑞士地区的战略兴趣最后导致了瑞士邦聯的倒台。1795年法国和普鲁士签署了巴塞尔和约后，法国希望瑞士中立，以集中所有的力量来應付与奧地利帝國的战争。另一方面瑞士收容了许多法国移民，成为法国边境上进行反革命宣传和挑动不安的源泉。因此法国督政府打算按照荷兰（巴達維亞共和國）和意大利北部（奇薩爾皮尼共和國）的模式在瑞士建立一个傀儡共和国，把瑞士纳入法国的势力圈。1797年10月坎波福爾米奧條約结束了第一次法国大革命战争。神圣罗马帝国莱茵河左岸的地区全部被划给法国，其中包括巴塞尔全境。1797年，因为瑞士邦聯不肯给予与其它州平等的权利，瓦尔泰利纳的三方联盟并入了奇薩爾皮尼共和國。由于法国强大的武力瑞士邦聯只有抗议，但是还是得接受这个损失。其它與意大利相鄰的地区似乎也迟早将分离。同时法国开始向瑞士施加外交压力，并通过資金和宣传来支持爱国者。尤其是1789年从瑞士逃到法国的亲革命人士在这里起了非常重要的作用。弗雷德里克-塞萨尔·德·拉阿尔普在这些人当中占有领导地位。
11月在意大利战胜的法国将军拿破仑·波拿巴在去参加拉施塔特会议的路上专门穿过法国考察。他在沃州获得极大欢迎，加上他在伯尔尼和巴塞尔的印象使他坚信瑞士革命的时机成熟了。法国因此邀请巴塞尔的商行大行长彼得·奥克斯去巴黎讨论把弗里克谷割让给法国的问题。奥克斯在此前就已经在巴塞尔和约中进行过调停。奥克斯和拉阿尔普与执政让-弗朗索瓦·勒贝尔、波拿巴和外交部长夏尔·莫里斯·德塔列朗-佩里戈尔谈话后督政府于12月决定把瑞士邦聯按照法国的榜样改成一个共和国。奥克斯获得了起草海尔维第共和國宪法的任务。同时拿破仑作为瑞士“革命化”的准备把一个师从意大利调到韦尔苏瓦，12月13日和16日法国军队占领原巴塞尔主教领地的南部以及比爾等地。比尔的瑞士同盟者无所事事。法国继续加强它作为沃州的保护人的地位。
鉴于法国的威胁，在苏黎世的邀请下联邦各州派代表在阿劳召开紧急会议。除13个州外只有圣加仑、瓦莱州和比尔还派了代表。米卢斯已经打算并入法国了，因此没有参加。会议决定派代表去拉施塔特会议要求法国撤兵。为了向外显示他们的力量，会议于1月25日结束时各州代表自宗教改革以来首次发誓效忠联盟。在2.5万观众前联盟的代表就在联盟灭亡前夜在蓝天之下宣誓，此时巴塞尔已经无力派代表参加，而会议也没有能够决定采取任何有效的军事措施。这个公开的仪式没有起任何作用，仅仅显示了邦聯的舊制度对新发展毫无办法。

### 1798年海尔维第革命

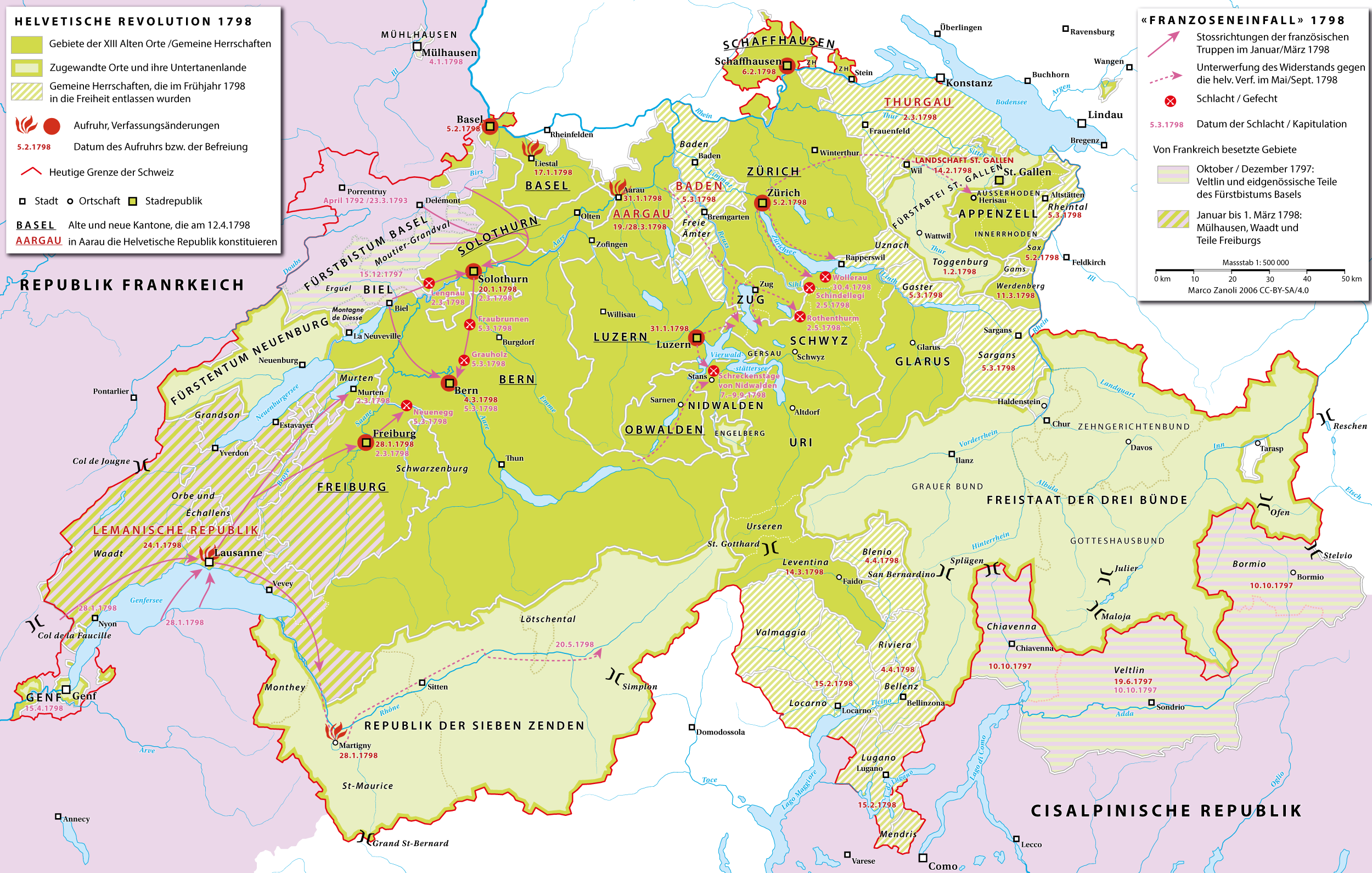
海尔维第革命和1797/98年法国入侵

革命从巴塞尔市开始。1798年1月17日在利斯塔爾树立起自由之竿，下民冲入市长宫邸。市政府辞职。2月5日巴塞尔国民会议成为瑞士第一个召开的革命议会。驻扎在伯尔尼边境的法国军队将军保障对沃州爱国者的支持。1月24日沃州宣布成立莱芒共和国，并从伯尔尼分离。在瓦莱州也发生动乱。弗里堡、伯尔尼、索洛图恩、沙夫豪森，最后苏黎世的政府屈服其臣民的要求，修改宪法，接受全民主权和各州平等作为改革的基础。
2月份大多数没有邦聯权力的地区就都已经宣布自由，统治它们的城市同意它们独立。在短短几个星期的时间里整个瑞士邦聯面目全非。这些地区自称为州，并要求被其它的13个州平等地纳入邦聯。但是法国督政府希望的并不是邦聯的扩大，而是一个按照法国为榜样的统一共和国。奥克斯于1月中起草的统一宪法就是按照这个主意写的。这个宪法起草在法国印刷后在瑞士到处分发。保守派和联邦派坚决反对这个草案，他们称这个草案为“牛书”。由于这份草案丝毫不顾及瑞士的特征，因此许多爱国者也觉得它完全是法国的命令，他们也反对这份草案。尤其统一国家和中央集权受到批评，这个国家形式与瑞士传统的地方自主和地方独立性格格不入。

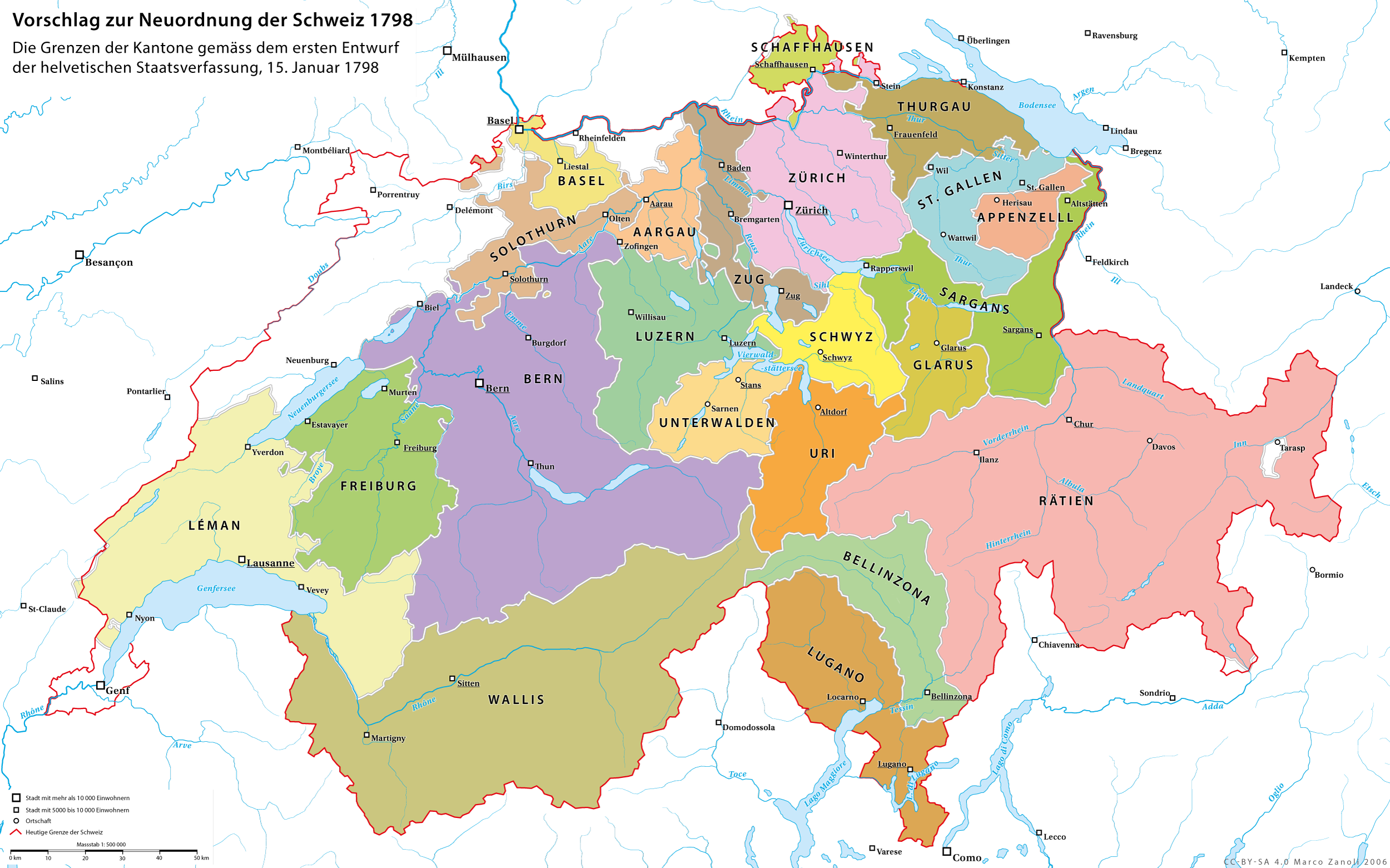
1798年对海尔维第共和國行政区的新设计

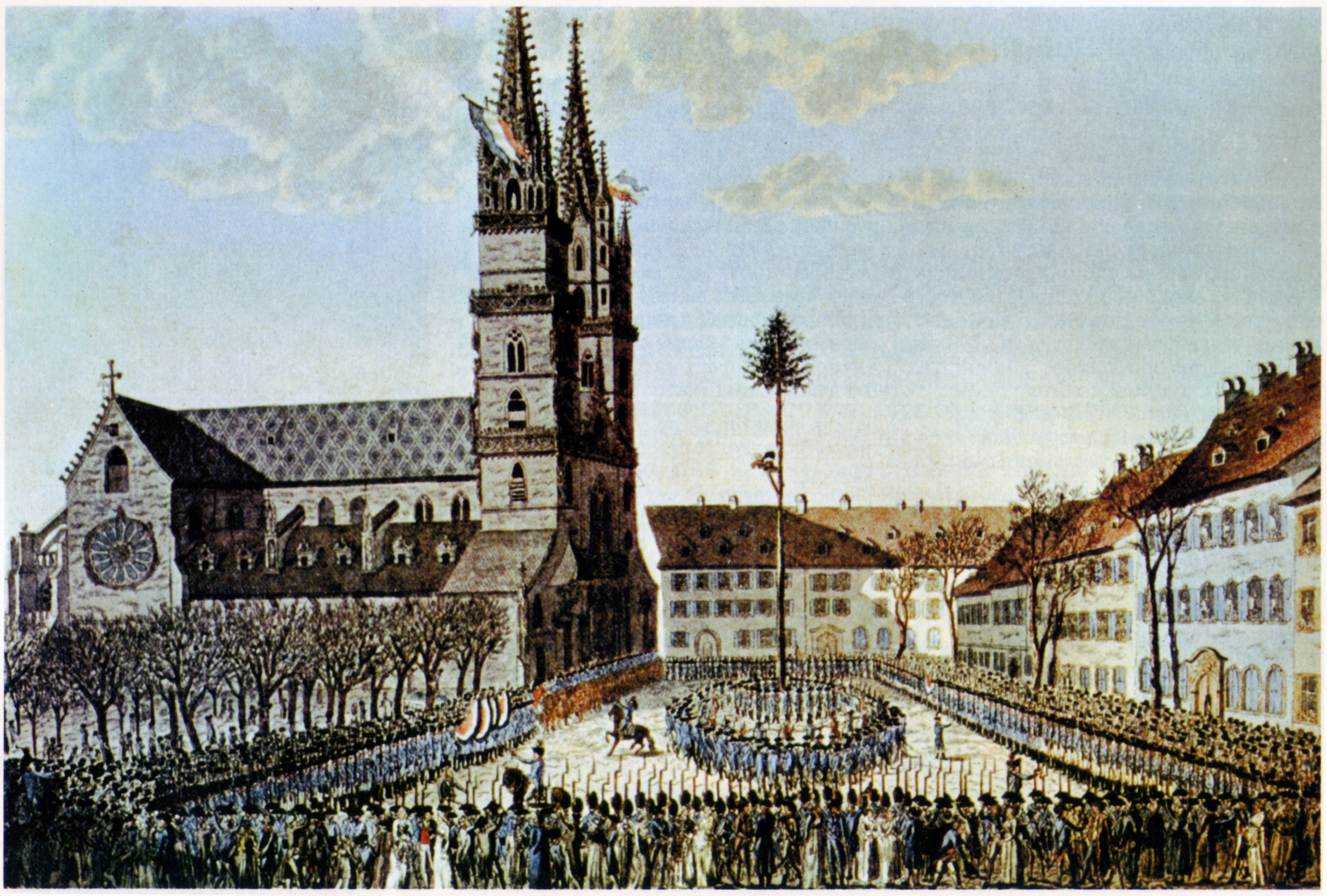
1798年在巴塞尔明斯特广场上，自由之竿周围举行的合并庆祝。在瑞士各地都树立自由之竿庆祝

1月28日法国军队借口占领沃州来保护莱芒共和国不受伯尔尼入侵。伯尔尼动员非常迟的军队不战而退。督政府下令纪尧姆·布律纳等将军带领的军队从侏罗山和沃州向伯尔尼开进，督政府把伯尔尼看作是反对统一宪法的中心。2月份巴黎政府决定通过军事干涉加快瑞士的革命。伯尔尼内部政府和反对派均与布律纳将军分别谈判如何更改政府，他们内部的明争暗斗大大地削弱了伯尔尼保卫军的力量。3月2日索洛图恩和弗里堡不战而降，使得伯尔尼孤立，处境更加被动。法国军队共3.5万人，而瑞士军队只有2.5万人，其中4100人不是正规军，从其他地区来协助保卫伯尔尼的军队来得非常晚，一共也只有1440人。布律纳要求伯尔尼投降，让法军开入，虽然伯尔尼匆忙更换政府，换了一个比较激进的政府，但是也无法避免双方的冲突。瑞士军队被击溃。3月5日法国军队入驻伯尔尼。
在瑞士历史中伯尔尼的抵抗往往被描写为“捍卫了瑞士的尊严”。但是伯尔尼的失败实际上也说明了老制度在瑞士的腐朽，它已经无法继续生存了。保守派的历史学家强调法国入侵瑞士主要是为了掠夺伯尔尼的财富——布律纳缴获了1050万磅钱币和1800万里弗尔债券，至4月为止瑞士其它地区又缴纳了1600万法郎进贡。其他作者则承认这次行动的战略必要性以及认为法国的完全需要这次行动的进行。

### 1798年对新国家制度的搏斗

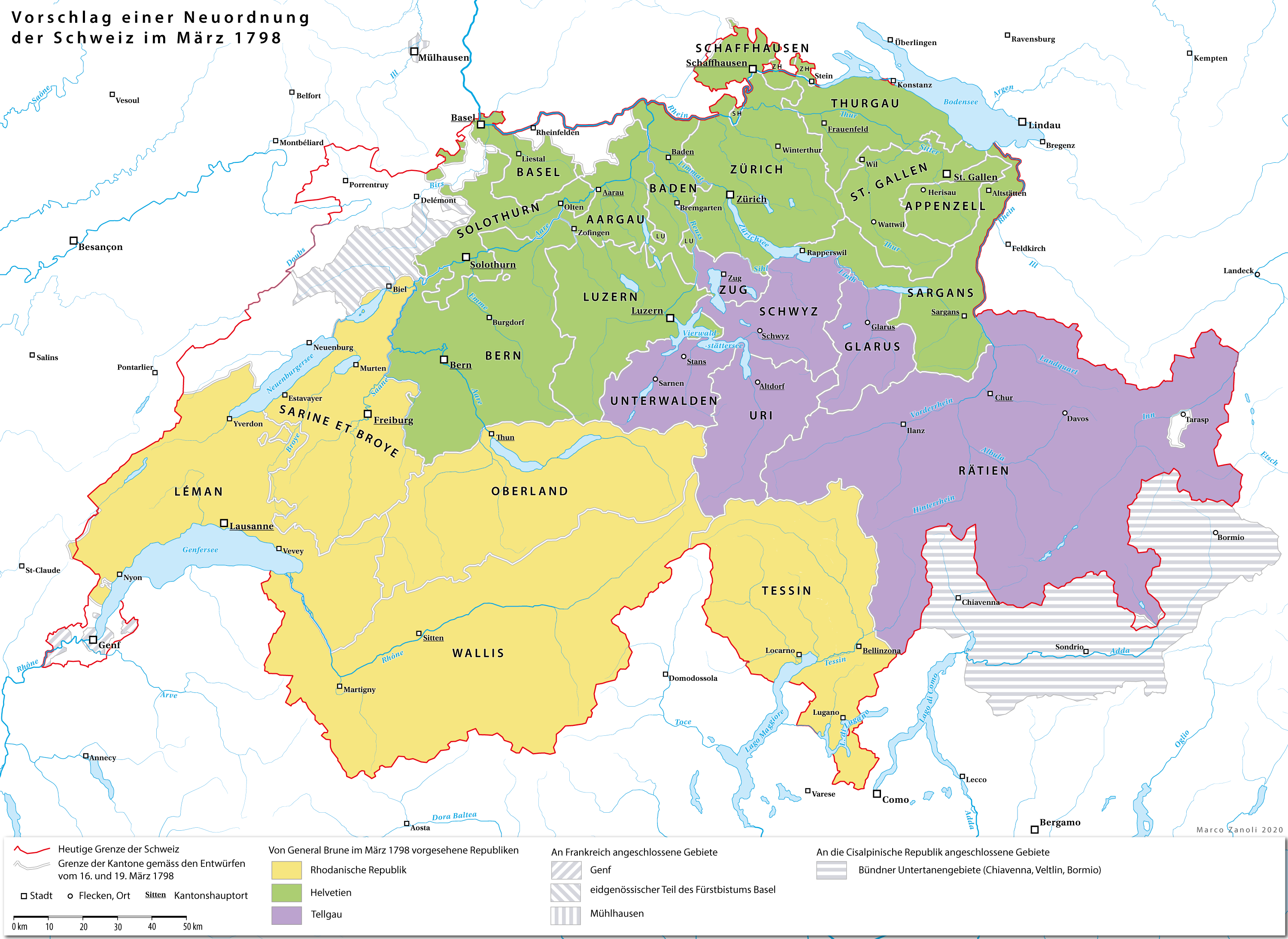
1798年3月16至19日布律纳把瑞士分裂成三个共和国的建议

从1798年1月到3月就瑞士新宪法的问题发生了复杂的争论。除巴黎赞同的统一宪法外在各州还有其它宪法草案，这些草案多少保障州的自主，对州之间的边界的规定也各不相同。1月27日督政府命令布律纳解散邦聯，并于3月16日宣布沃州、弗里堡、伯尔尼、提契諾州和瓦莱州成立一个共和国，其首都应为洛桑。3月19日又宣布瑞士剩下的地区各成立两个国家：海尔维第共和國由原来的12个州组成，首都为阿劳，瑞士内地和格勞賓登州则成立一个国家。洛桑的共和国打算后来合并到法国。
通过拉阿尔普在巴黎的活动督政府最后决定不分裂瑞士。3月22日布律纳宣布分裂无效。3月28日巴黎派驻瑞士的新政府长官到达，他宣布巴黎的海尔维第统一共和国宪法生效，海尔维第共和國成立。4月12日在法国驻军的压力下来自阿爾高、巴塞尔、伯尔尼、弗里堡、洛桑、沙夫豪森、索洛图恩和苏黎世等地的121名议员在临时首都阿劳聚会并宣布海尔维第共和國成立。瑞士内地和东部的州拒绝参加。国色为绿红黄。首任海尔维第督政府由约翰·卢卡·勒格朗德、皮埃尔-莫里斯·格莱尔、乌尔斯·维克多·奥伯林、大卫·路德维希·拜伊和阿尔芳斯·普法伊费。通过在选举中使用巧妙的战术温和派共和党人赢得了全部议员席位。奥克斯和拉阿尔普等爱国者没有当选。因此爱国者不支持督政府，其地位从一开始就被削弱。相反地，爱国者利用他们与法国的良好关系来破坏共和党人的政治。

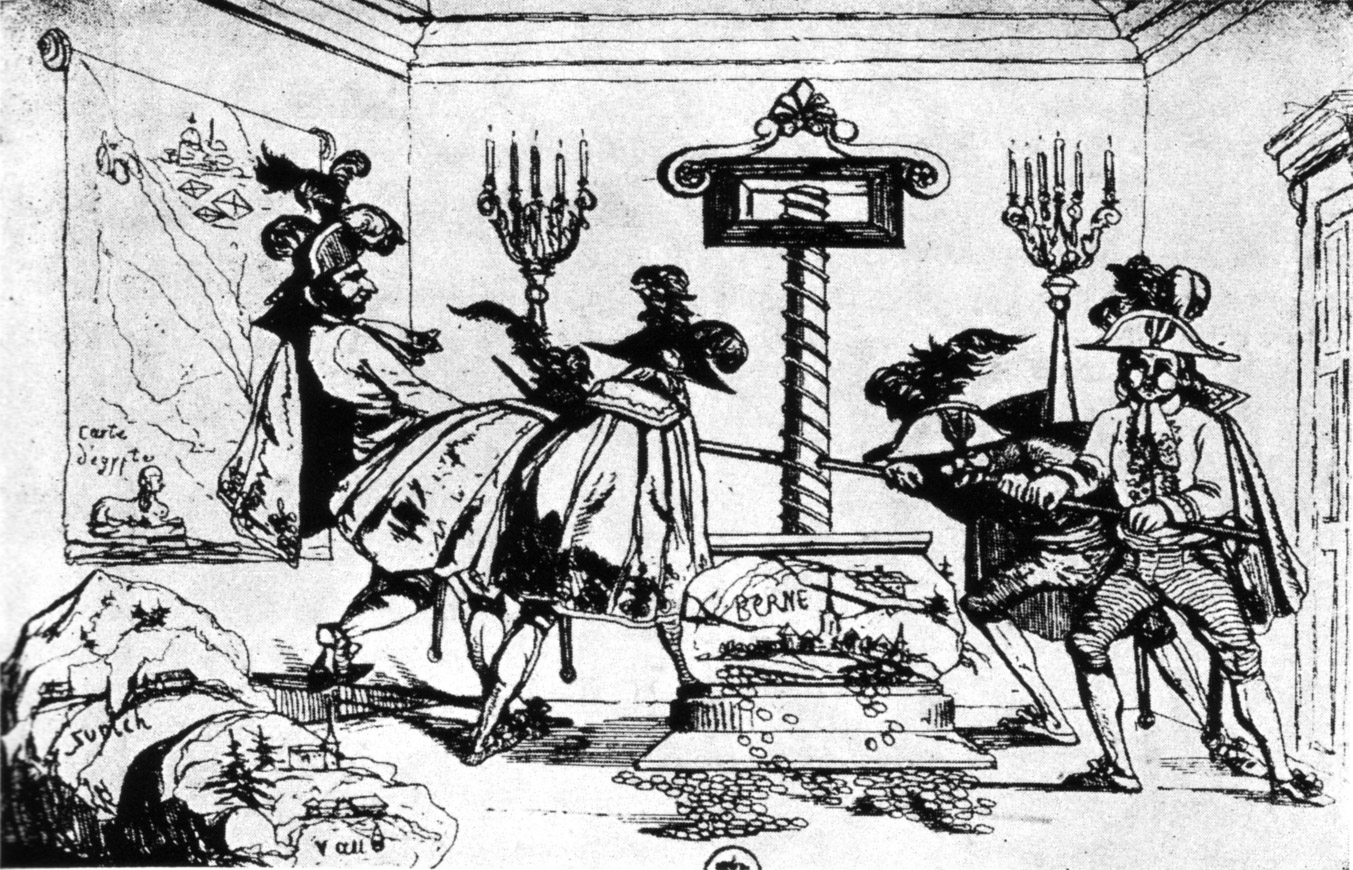
《L’or de la Suisse achètera l’Egypte》。1798年法国漫画。通过劫掠瑞士联邦来资助埃及战争

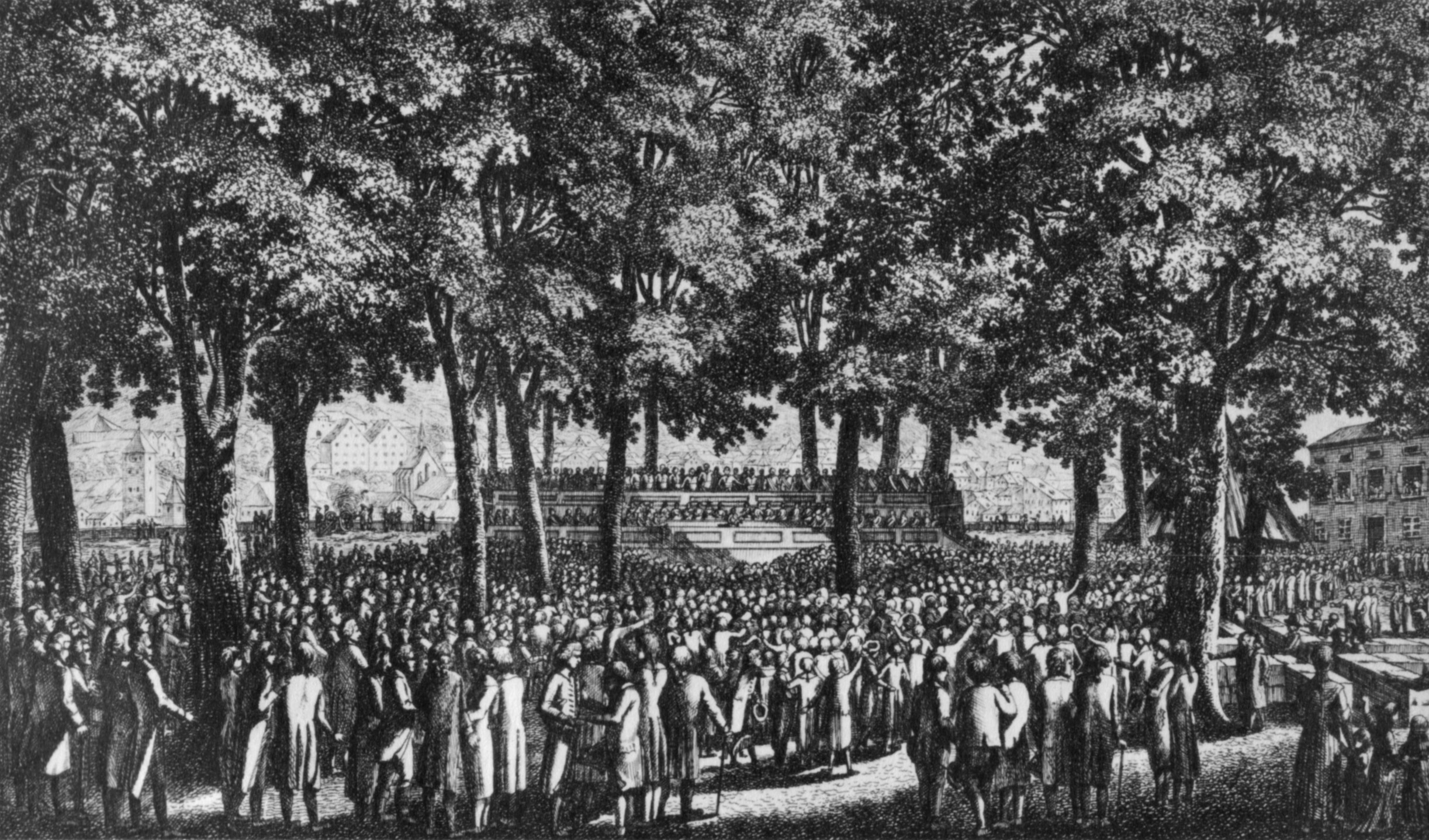
苏黎世公民向海尔维第共和國宪法宣誓

在海尔维第共和國建立的时候瑞士内地和东部州没有参加，就已经显示出各州之间意见不合。州民大會不想牺牲他们的自主权，而通过海尔维第革命在东瑞士形成的许多小州和共和国则坚持要保卫他们的自由。历史悠久的瓦莱共和国和三联盟则觉得自己根本不是瑞士的一部分。尤其在天主教占主力的地区居民反对海尔维第宪法里的反教会措施，他们称这部宪法为“地狱宪法”。城市贵族家族则害怕他们会丧失他们的政治地位和收入，这些城市贵族的收入主要来源于雇佣军和对自己领地的税收。

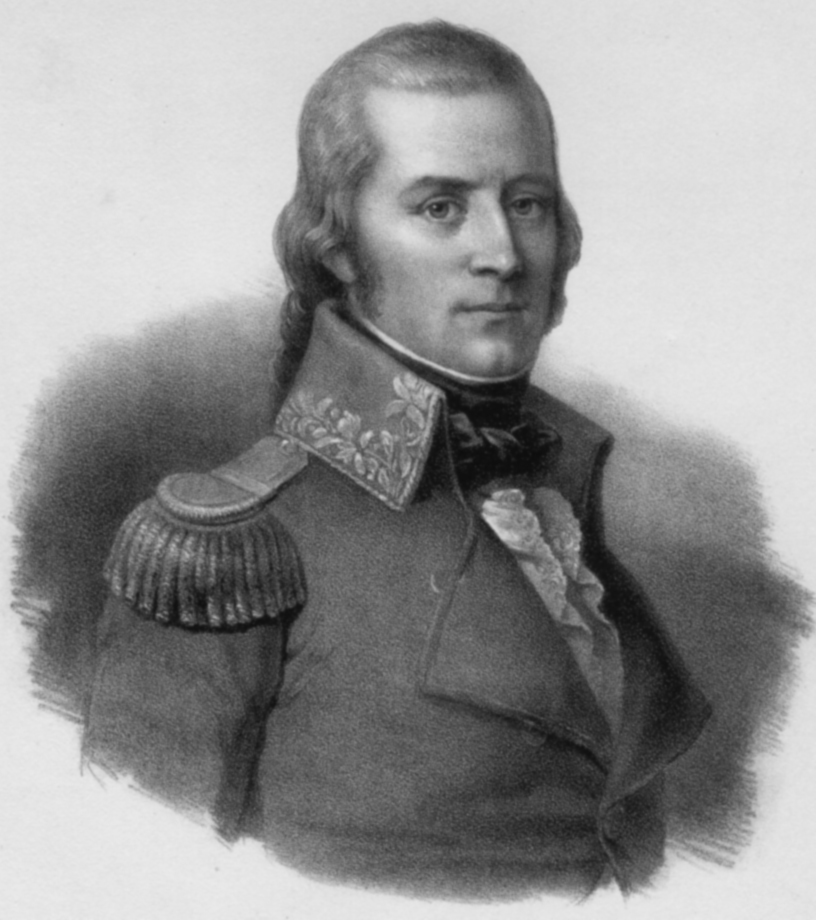
阿洛伊斯·冯·雷丁，施維茨州州长，联邦制的早期代表

一开始法国代表和海尔维第共和國试图使用和平手段来说服这些州加入，但是只有上瓦爾登州加入了。因此海尔维第共和國对这些州下达最后通牒，勒令它们于1798年4月11日前加入，除三联盟共和国外所有东瑞士的州都屈服了这个最后通牒。在施維茨州州长阿洛伊斯·冯·雷丁的带领下烏里州、施維茨州、楚格州和下瓦爾登州开始反攻，他们一直进发到卢塞恩。但是法国军队进行反击后在三天之内就被击溃。5月4日雷丁投降。5月17日法国军队也摧毁了瓦莱州的抵抗。7月和8月貝林佐納州和盧加諾州加入海尔维第共和國。

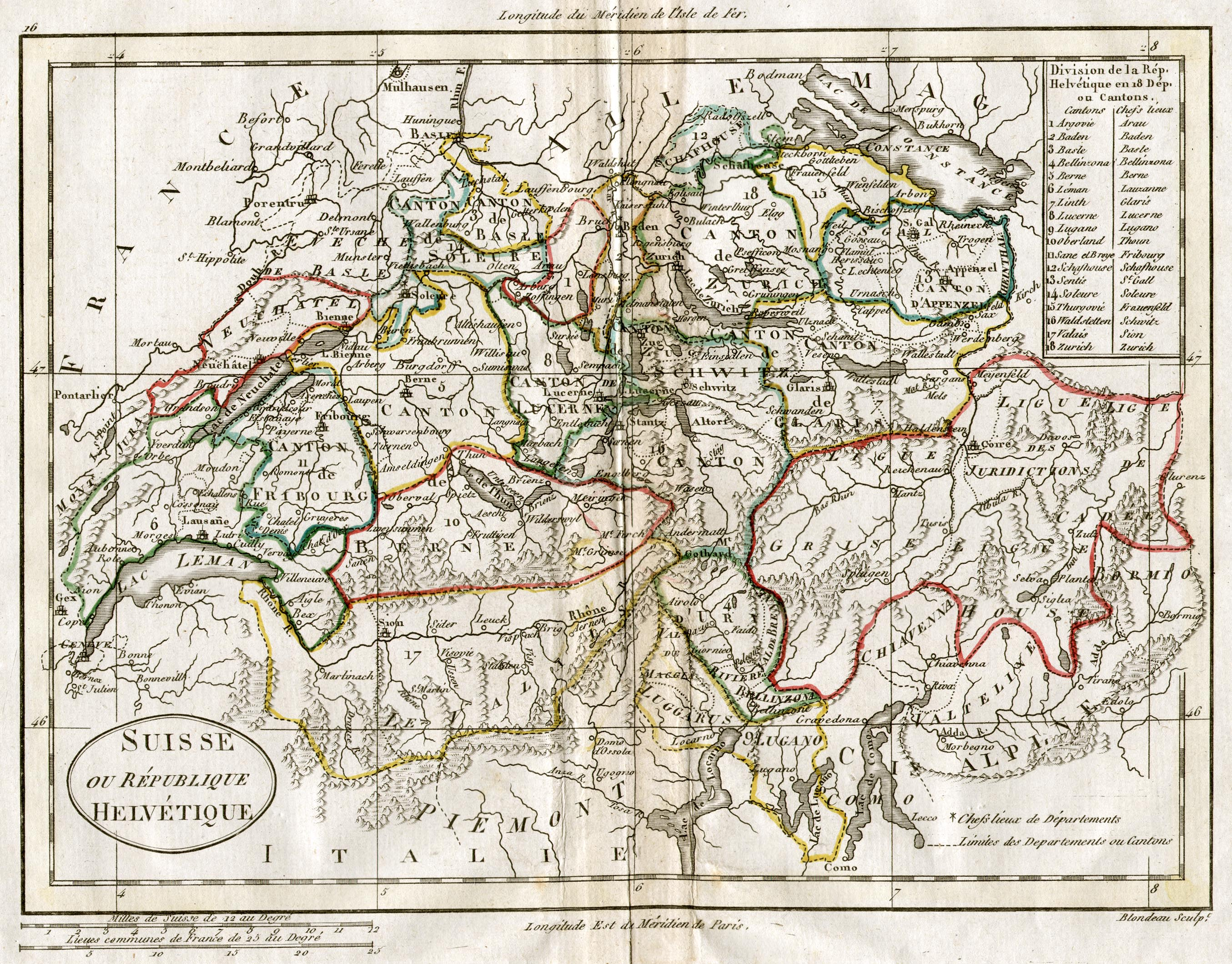
1798年海尔维第共和國地图，在一张旧地图上绘制了新的州界限

由于内地州的抵抗一开始各州之间的分界线又被修改了一次。乌里州、施维茨州、楚格州、格拉魯斯州、外阿彭策爾州、內阿彭策爾州和下瓦爾登州虽然人口少，但是本来打算让它们保持为州来吸引它们赞同新宪法。但是由于它们不肯接受新宪法，因此在它们战败后被或被合并成一个州，或被合并入其它州。这样一来农村州在参议院的代表数从48减少为12，在众议院从40减少到15。此外伯尔尼被分为两个州，来削弱它的地位。

### 与法国的关系和内部问题

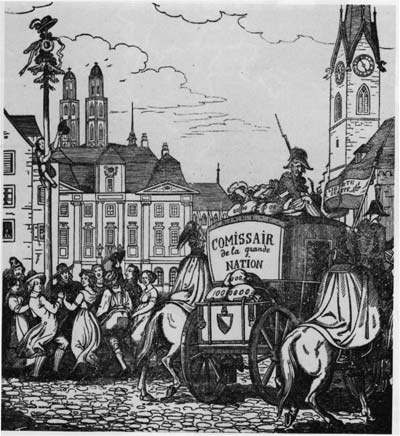
针对海尔维第革命的讽刺：苏黎世居民围绕自由之杆跳舞的同时法国人把国库运走了（1848年）

自始至终海尔维第共和國最大的问题是它对法国的依赖。根据其外交政策的需要法国掌权者有时支持中央集权，有时支持地方联邦。法国在欧洲争夺霸权的时候统一派受到支持，由于他们极端的政见他们必须依赖法国驻军。中欧稳定住后拿破仑支持联邦派来稳定瑞士的政治，由此也导致了海尔维第共和國的灭亡。
对于共和国来说当时最大的问题在于为对于瑞士来说不寻常地大的政府机关和法国驻军提供金费。法国不但把伯尔尼、弗里堡、索罗图恩、洛桑和苏黎世的国库以及其所有兵器库没收了而且还正式提出收纳1600万法郎战争税，这笔税要由城市贵族出。根据法国的计算向瑞士进军一举为法国国家带来了2000万法郎的收入。对于当时的情况来说这是史无前例的巨款。在这里还没有算上为驻军提供住所、抢劫、贪污和收买的钱。这笔钱大多数直接被用来资助埃及遠征。由于占领的压力海尔维第督政府和法国总督之间常发生争执。6月在法国压力下拜伊和普法伊费被罢职，由衷法国的拉阿尔普和奥克斯取代。
1798年8月19日法国和海尔维第共和國结成联盟。两国保障互相协助对方进行抵抗和进攻，17和18世纪瑞士在法国保护下的中立彻底结束。法国军队可以随意在战时和和平时期使用通过瓦莱州山口、沿莱茵河和博登湖的道路。法国则保障提供海尔维第共和國的食盐需求以及保障其国土和宪法，并在秘密条款中保障把格勞賓登州和福拉尔贝格州并入海尔维第共和國。法国驻军在两国联盟三个月后撤兵。1798年9月19日联盟达成后所有与法国联盟的国家以及西班牙承认海尔维第共和國。

### 征服下瓦爾登州和1799年第二次法国大革命战争

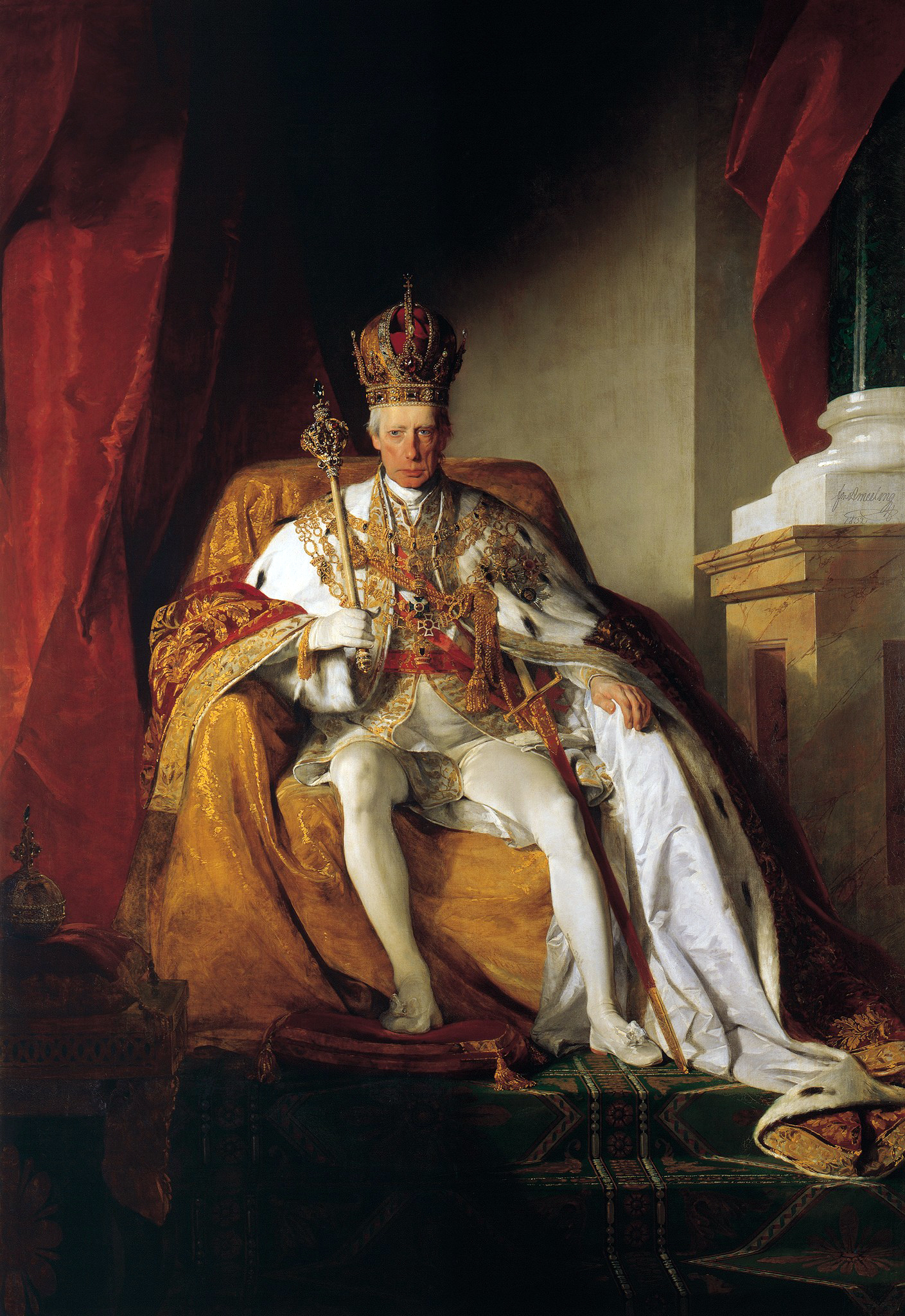
神圣罗马帝国皇帝弗朗茨二世，这里是他1832年作为奥地利皇帝弗朗茨一世的画像

神圣罗马帝国皇帝哈布斯堡王朝的弗朗茨二世不承认海尔维第共和國，通过与法国的联盟条约它实际上是法国的附庸国。因此所有海尔维第共和國的敌人，其中包括保守贵族和城市贵族以及不满意的联邦派人士，全部逃到哈布斯堡王朝的势力范围，他们试图从外国组织抵抗。依靠哈布斯堡王朝的钱他们主要在瑞士东部活动。他们最重要的计划是促使没有加入海尔维第共和國的三联盟请求神圣罗马帝国皇帝保护。此举成功后瑞士起义，依靠哈布斯堡王朝的军队解放瑞士，重建旧秩序。
1798年8月这些活动始见成效。从7月12日开始法律规定所有共和国公民必须对宪法宣誓，对祖国、自由和平等效忠。几乎所有的州都没有任何抵抗地公开宣誓，只有在施维茨和下瓦尔登在教会和逃亡者的鼓动下部分公民拒绝宣誓。8月18日爆发了反对共和国的起义，起义者以为哈布斯堡王朝会援助他们。由于调停无效，9月9日法国军队第二次开入瑞士内地，严酷镇压了这次起义。此后所有瑞士内地的特权被取消，1798年10月海尔维第共和國议会迁移到宪法规定的首都洛桑。
在三联盟8月情况也恶化。在哈布斯堡王朝、天主教教会和城市贵族家族的影响下7月29日所有的镇表决，结果只有11个镇赞成加入海尔维第共和國，34个反对，16个希望暂不加入，而是等海尔维第共和國内部情况明朗后在加入。虽然如此爱国者开始在赞成革命的镇里树立自由之杆。两个镇向海尔维第共和國提出加入申请。三联盟向黄帝求救。1798年10月18日奥地利军队开入，爱国者逃往海尔维第共和國。

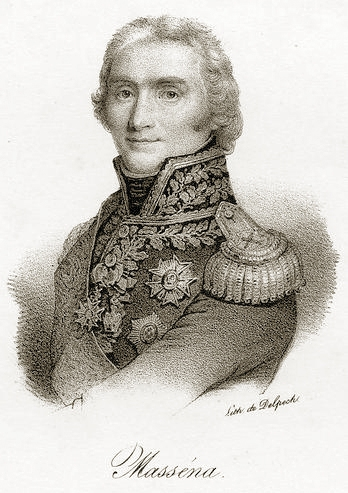
法国将军安德烈·马塞纳

与此同时在意大利法国开始与薩丁尼亞王國和那不勒斯王国交战。1798年10月法国要求海尔维第共和國提供1.8万人的协助军队。但是法国军队在海尔维第共和國的新将军安德烈·马塞纳很难找到愿意参加这支军队的人，因为海尔维第共和國政府自己也在招兵。因此法国一共才招了4000人。1799年3月法国对哈布斯堡王朝领地开始了第二次大革命战争。马赛纳占领三联盟。3月29日回到三联盟的爱国者组成的临时政府请求加入海尔维第共和國，4月21日三联盟加入海尔维第共和國。

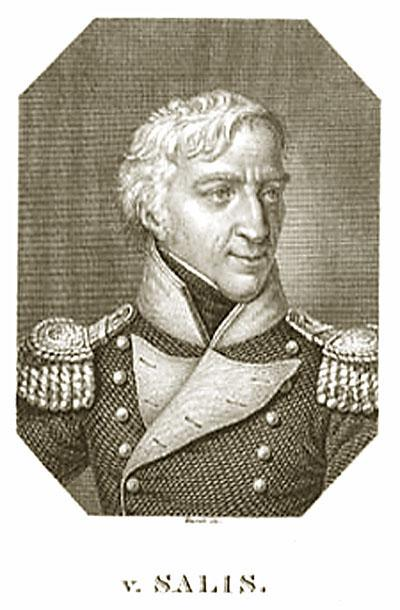
海尔维第共和國的“诗人将军”约翰·高登茨·冯·萨利斯-塞维斯

1799年3月和4月法国在德国和意大利战场上均蒙受损失，使得整个战略局势对海尔维第共和國来说突转不利。反法联盟的军队从东南北三个方向逼近瑞士。4月13日奥地利军队占领沙夫豪森。但是一开始没有跨过莱茵河。海尔维第政府慌忙建立军队和筹备军款。奥古斯丁·凯勒被授任为海尔维第军将军，约翰·高登茨·冯·萨利斯-塞维斯任参谋长。至4月20日为止共和国共筹募2.2万人，但是这支军队装备不良，没有训练。督政府也没有从议会获得相奥地利宣战的允许，因为许多议员希望能够避免冲突。
在敌军中有一支由瑞士逃亡者组成的老海尔维第军团。他们在边境上促使瑞士境内的敌对力量在1799年夏组织了一系列反革命起义。督政府不得不再次相法国军队求助。在讓·德迪厄·蘇爾特的领导下所有起义被镇压。许多地方被激烈的战斗破坏。
马赛纳将军在瑞士共有六万法国军队，这些军队沿莱茵河分布驻扎。在莱茵河对岸卡尔大公、腓特烈·冯·霍策和海因里希·冯·贝尔加德分别带领三支军队共约十万人。4月30日奥地利开始进攻瑞士。他们首先占领格劳宾登，然后瑞士东部，法国军队撤往苏黎世。1799年6月4日爆发的第一次苏黎世战役后马赛纳不得不继续撤退。奥地利占领瑞士内地、提契諾和上瓦莱。逃亡者如圣加伦的主教随即跟随皇帝军队回到“被解放”的地区并开始重建他们的统治。复辟的思想领袖是伯尔尼民族法学家卡尔·路德维希·冯·哈勒。他发表的新宪法草案建议恢复过去的13个州和他们统治的地区。不过这个新联邦需要有一个比过去强的中央政府。这些建议在通过革命获得了自由的地区当然不受欢迎，因此在瑞士各地也没有广泛的相应和起义。

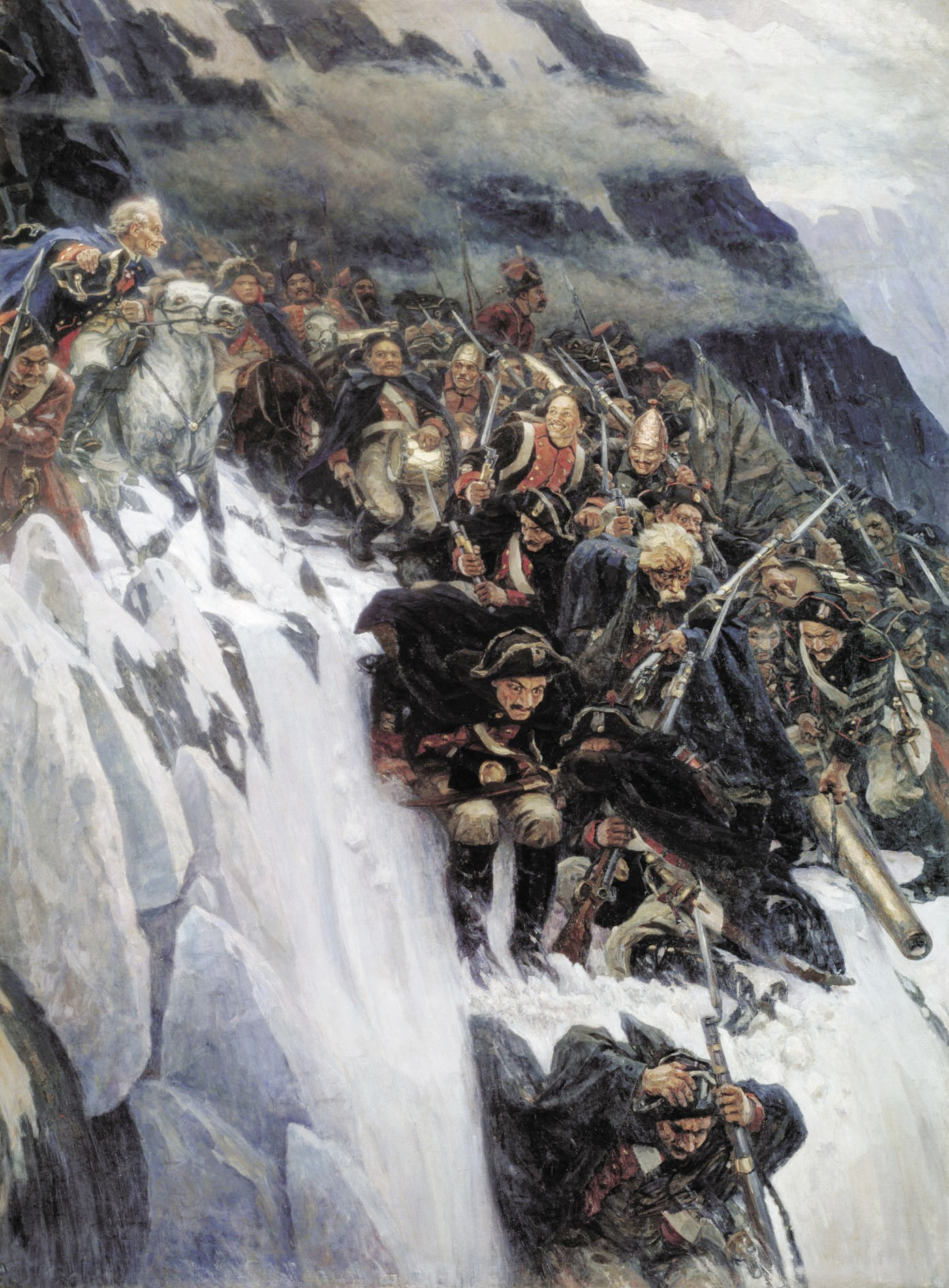
亚历山大·瓦西里耶维奇·苏沃洛夫将军带领的俄国军队跨越阿尔卑斯山脉，1899年俄罗斯英雄化油画

由于法国的失败海尔维第共和國的处境越来越危急。在第一次苏黎世战役后的撤退中瑞士军队混乱解体，只有三个州的军队还继续为海尔维第共和國战斗。6月25日督政府迫使奥克斯辞职，因为他被看作是法国派的。督政府希望通过这个措施在最后关头还能从法国和奥地利获得中立。但是8月13日法国又开始占上风。马赛纳将军开始反攻，在四天内把奥地利军队逐出瑞士东部，并占领聖哥達山口。奥地利军队计划通过决战来消灭马赛纳。俄国将军亚历山大·瓦西里耶维奇·苏沃洛夫和亚历山大·科萨科夫从南北两面向瑞士进军，冯·霍策在东面等候俄军的到达，然后俟机进攻。但是马赛那通过反攻打破了同盟的计划。8月25日冯·霍策在谢尼斯被击败，26日科萨科夫在第二次苏黎世战役中被击败。苏沃洛夫虽然越过了聖哥達山口，但是蒙受了巨大的损失，最后他必须被驻扎在阿爾特多夫的奥地利军队通过普拉格尔山口和潘尼克斯山口营救到格劳宾登，最后从这里撤出。
第二次大革命战争使得海尔维第共和國濒临崩溃，虽然法国重占后各地又树立起自由之杆，但是由于战争带来的巨大破坏和新的赔偿要求公民的热情不高。马赛纳将军在瑞士东部越冬。比如在一个名为乌尔塞伦谷的山谷里在1799年夏和秋两个季节里谷内的1034名居民必须共款待各方军队48,044名军官、913,731名士兵。居民所有的牲畜都被杀，他们的财产和储蓄全被殆尽。不但如此，由于1799年收成不良造成通货膨胀，谷内居民苦不堪言。海尔维第共和國由于税收不济，因此国库空虚，也没有办法救济被摧毁的州。

### 第一次政变

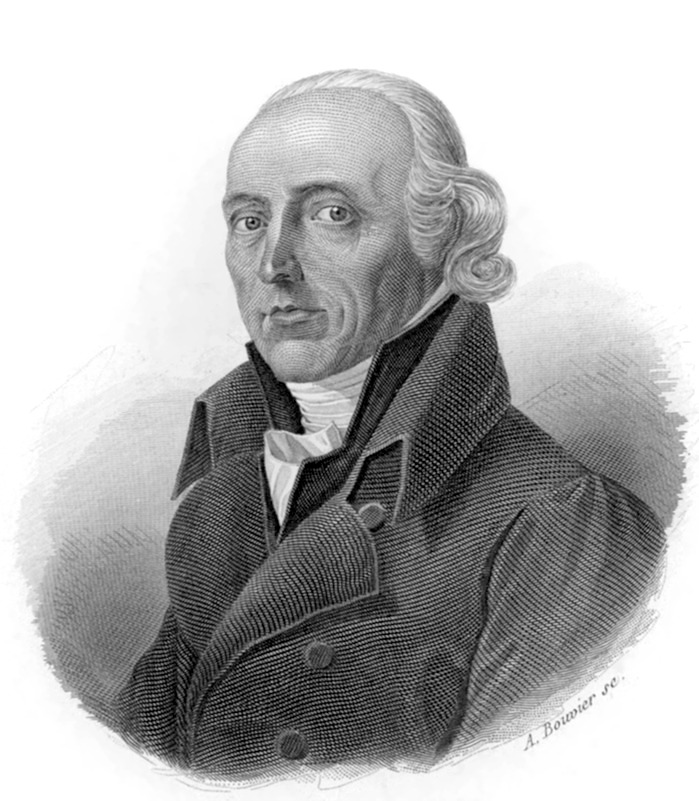
苏黎世的汉斯·康拉德·埃谢，共和派领导人之一

第二次大革命战争在海尔维第共和國导致了革命党内部分裂成两派。一派是爱国者，他们把自己看作是人民党，他们的主要支持者是过去城市州的附庸地区，另一派是共和党人，他们虽然赞同在法律面前人人平等和国家统一，但是他们主要代表自由主义的城市受教育市民阶层。因此他们反对普选，而支持有特权的人参加选举。他们也坚决反对督政府征收特殊税来从城市和市民阶层获得额外收入来解决当前的危机。由于当时在城市里受教育是少数高层富有家族的特权，因此这些人可以被看作是开明贵族，他们的代表人物都来自高层富有家族，其中包括汉斯·康拉德·埃谢·冯·林特、保罗·乌斯特里、阿尔布莱希特·兰格、伯恩哈德·腓特烈·库恩等。
1799年12月拿破仑被提升为第一执政后法国不再支持极端激进的爱国者，而开始支持共和党人。1800年1月7日共和党人因此得以在两院表决撤销拉阿尔普、奥伯林等的执政职务，整个督政府被撤销。这次政变后一个临时执事委员会执行政府工作。此举暂时稳定了当时的政治局势。通过政治特赦逃亡者也可以回到家园，这样一来保守派的势力更加加强。执事委员会强烈要求法国认可海尔维第共和國的中立性以及偿付法国驻军导致的费用。至少此后海尔维第共和國领土没有再遭战事，同年夏季它得以收复被法国军队重新占领的沙夫豪森、提契諾和格劳宾登。

### 第二次政变
第一次政变后共和国政府和议会主要在讨论如何修改海尔维第宪法的问题。多部宪法草案被提出。其中包括通过多级选举实际上使得公民放弃其选举权的建议，也有比较符合代表性选举的系统。由于议会里爱国者和共和党无法达成协议，1800年8月7日在法国支持下执事委员会解散议会，宣布新宪法生效。这部新宪法规定一个由43人组成的立法议会和一个由七人组成的执事会议。执事委员会从被解散的议会中任命了35名议员。这些议员又任命了八名。这样组成的议会又选举新政府。

法兰西共和国第一执政拿破仑·波拿巴，1798/99平板印刷

自从1800年的政变以来所有党派都试图通过巴黎来影响海尔维第共和國的发展。现在这里只有两派：统一派和联邦派。统一派多少是革命的极端支持者，他们支持一个统一的国家。联邦派则希望重建州自主，并限制国民主权，恢复城市贵族的地位。法国驻共和国的大使卡尔·腓特烈·莱因哈特是联邦派在巴黎最重要的发言人，而皮埃尔-莫里斯·格莱尔则是统一派的代表人1801年1月阿尔布莱希特·兰格相格莱尔提交了一份秘密宪法草案并请他转交拿破仑批准。这个草案虽然保持了统一的国家，但是其内部的机制要复杂得多。其中包括一名执政总统和有限选举。拿破仑此时正在打仗，因此没有顾及这个草案，他此时也不想加强海尔维第政府。
1801年2月9日第二次大革命战争以结束。在和约里奥地利被迫承认海尔维第共和國，此外在秘密条款中还规定法国有确立海尔维第共和國宪法的权利。海尔维第共和國政府的领土要求没有被顾及。拿破仑强迫奥地利割让弗里克谷，他打算用这个河谷来交换瓦莱州，此外他还建造道路通过瓦莱州的山口来保障法国在意大利北部的利益。为了让海尔维第共和國同意交换他还表示愿意承认瑞士的中立。

### 1801年宪法

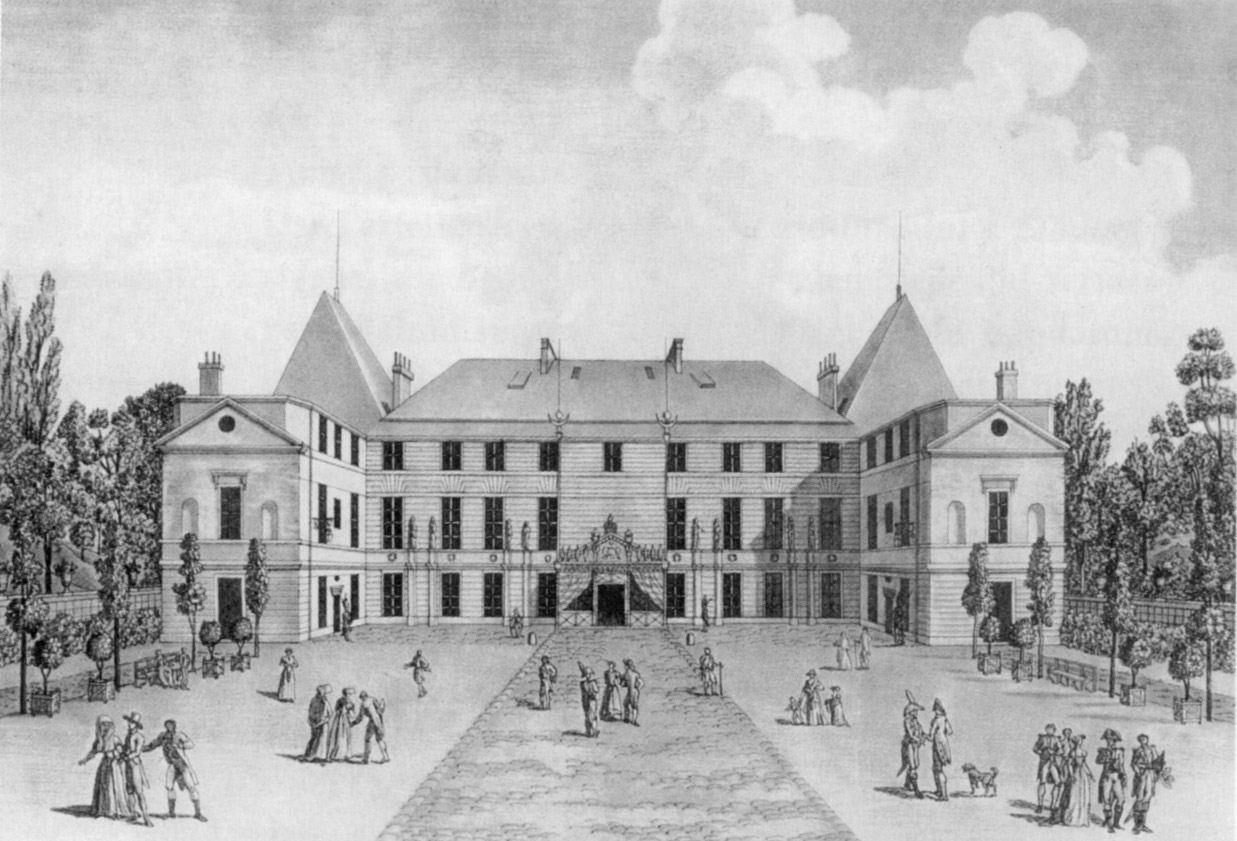
马尔迈松宫，拿破仑私宫和1799年至1802年法国第二政府驻地

1801年4月29日拿破仑在马尔迈松宫接见皮埃尔-莫里斯·格莱尔（Pierre-Maurice Glayre）和菲利浦·阿尔贝特·施塔普弗（Philipp Albert Stapfer,），谈话的内容是海尔维第共和國宪法。拿破仑推翻海尔维第共和國政府的宪法草案。5月9日他把一份他自己起草的草案交给这两名使者，并表示这是一份最后通牒。这份“马尔迈松宪法”虽然强调了海尔维第共和國的统一，但是从结构上却给了它一个联邦的结构。除中央政府外还有17个州，每个州有其自己制定的宪法。中央政府由一个参议院和一个上院组成。参议院由77名各州代表。每州代表数按照其人口决定。参议院选举25名进入上院，这个上院同时是执行和立法的机关。上院有两名院长。两名院长交替为一个四人组成的上级执行的主席。参议院只有在上院发布的法律不被12个以上的州接受时才起作用。中央政府拥有对警察、军队、外交、教育、民法和刑法、盐、邮政、矿业、海关和铸币的权利。在这部宪法里没有仔细规定州宪法的情况，只规定上院院长指定州长。相对于海尔维第共和國的第一部宪法这部宪法是联邦派的胜利。瓦莱州没有被列在州里，这个州已经打算划给法国了。作为补偿从奥地利割给法国的弗里克谷打算交给瑞士。全民选举权受到限制，各机构可以设立选民至少需要有多少财产才有选举权。

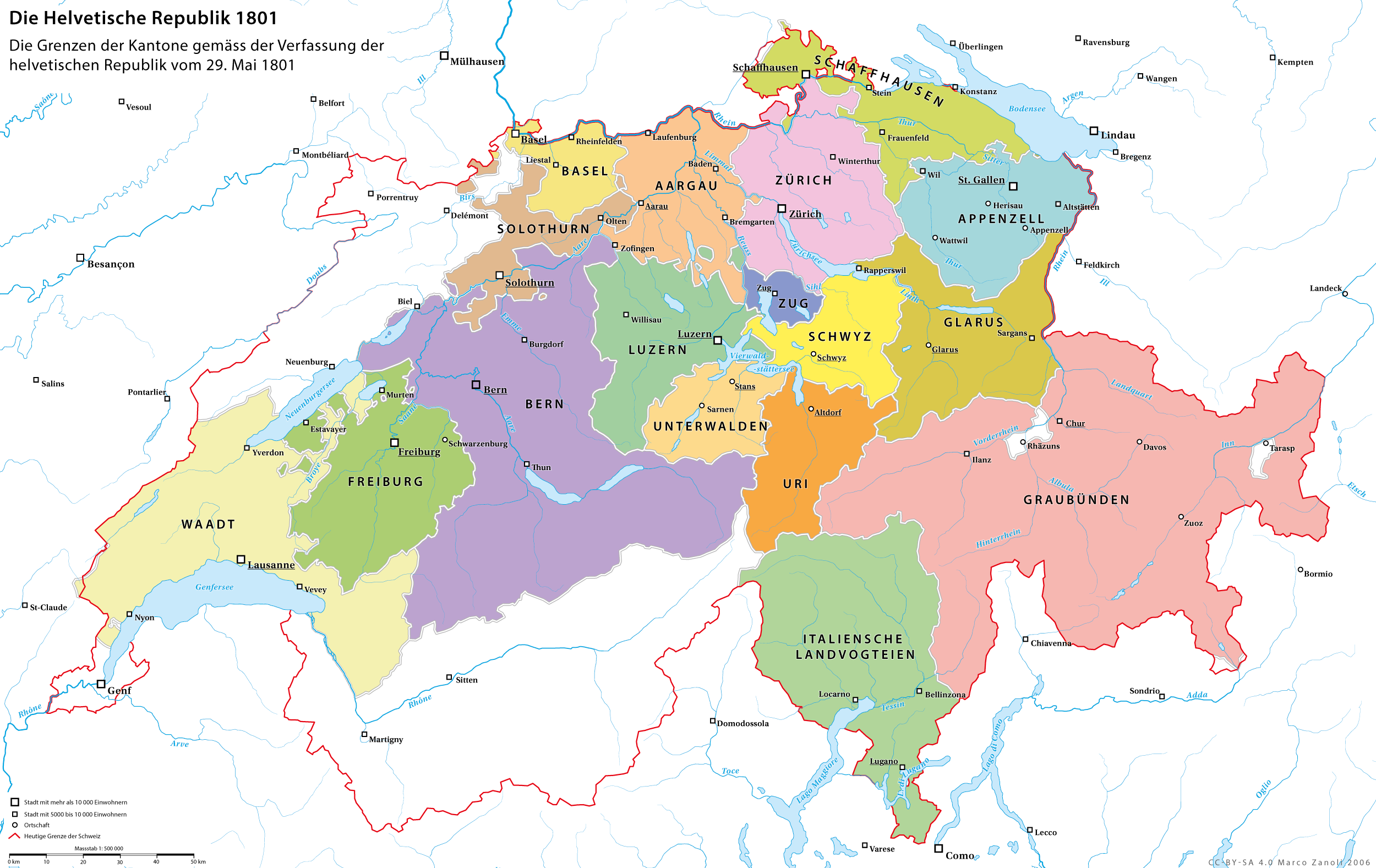
马尔迈松宪法里规定的各州边境

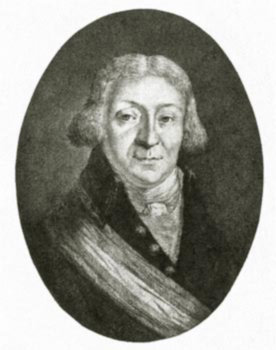
皮埃尔-莫里斯·格莱尔，沃州统一派领导人

5月29日海尔维第共和國的立法议会不得不在进行了几天秘密讨论后接受拿破仑的草案。但是联邦派和保守派对这个新宪法感到失望。他们希望能够基本上重建1798年的状况，尤其是完全重建州的自主权。伯尔尼甚至希望能够重新获得沃州和阿爾高州。7月各州选举州参议员。选举是间接的，每100名选民选举一名选人，由于爱国者的反对没有能够把选举权限制在有4000法郎资产以上的公民。因此各州在设立宪法的时候多少碰到困难。在城市州里的问题基本上总是城市居民相对于农村居民的势力问题。在共和国参议院的选举中统一派获胜，几乎赢得了77席中的三分之二，其它席位被爱国者和少数保守党获得。

### 第三次政变

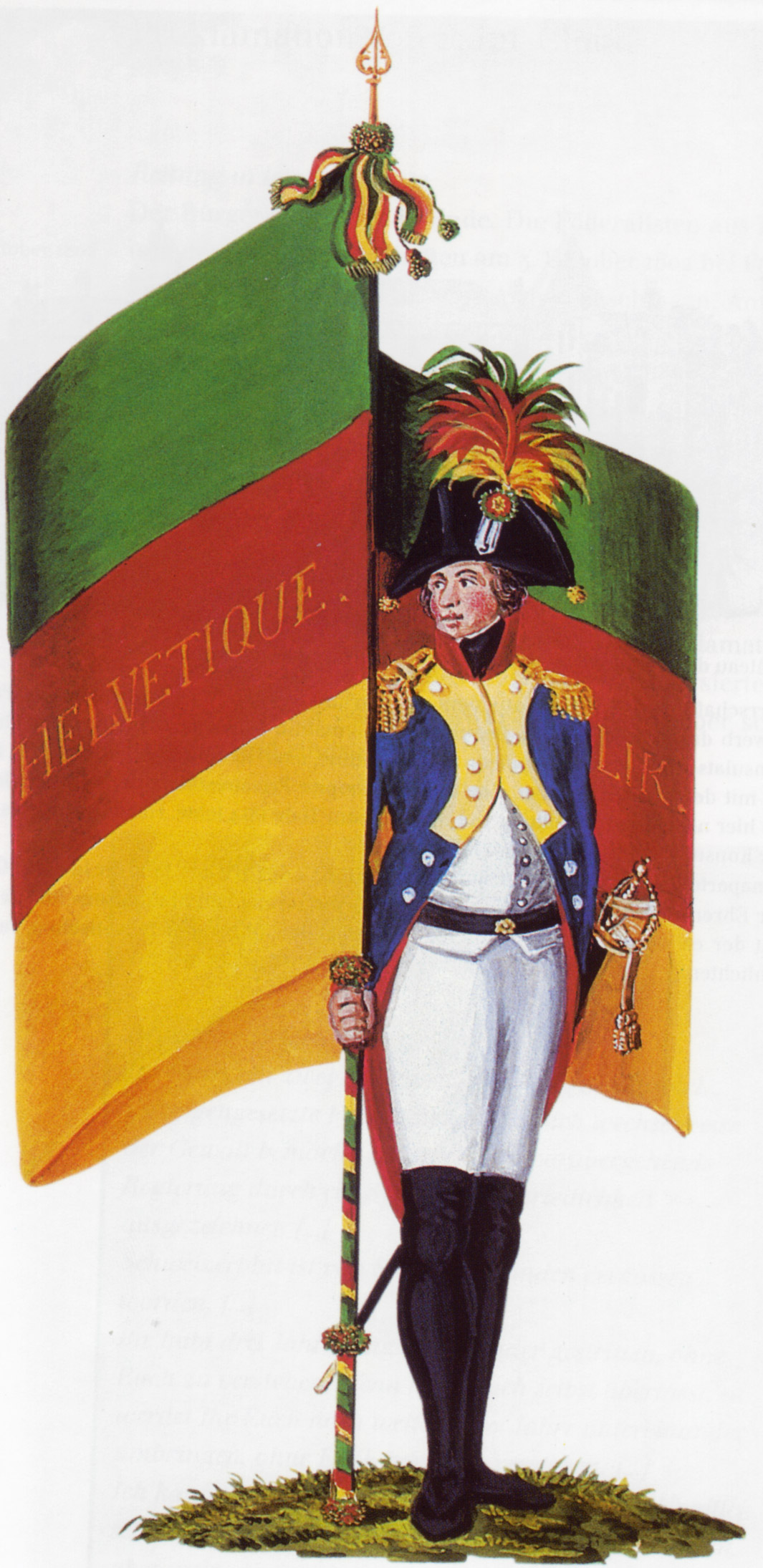
持海尔维第共和國三色旗的旗手

1801年9月7日参议院首次集会，立刻开始把马尔迈松宪法按照统一派和爱国者的见解进行修改。这样一来他们激怒了拿破仑，尤其是因为他们把瓦莱州又列入瑞士的州内。联邦派依靠巴黎的后台反对。到9月17日为止九个州把他们的代表从参议院内撤出。最后联邦派在新法国驻瑞士大使和法军指挥官的支持下与1801年10月27日和28日发动政变上台。参议院、执行会和立法会全部被解散。两名联邦派人士称为临时政府首脑。所有宪法修改被宣布为无效。在拿破仑宪法中规定的25人参议院全部由联邦派组成。虽然联邦派还没有能够达到取消统一国家的目标，但是他们在政府所有阶层中进行大清洗，把几乎所有统一派和共和党人驱逐出政府机构。贵族和瑞士内地反对法国的英雄阿洛伊斯·冯·雷丁（Alois von Reding）成为第一执政。第二执政则由一名伯尔尼贵族担任，他们两人代表着保守派农村和城市精锐阶层联合反对革命。
拿破仑不肯承认新海尔维第共和國政府，因为这个新政府代表瑞士贵族的原则，在过去敌对法国。雷丁因此亲自去巴黎向法国第一执政表达联邦派的要求和动机。拿破仑接见雷丁，甚至表示想满足其部分要求（割让弗里克谷、让汝拉重新并入海尔维第、重新设立23个州、保障中立），但是作为代价他要求在执政会中收纳六名统一派人士。

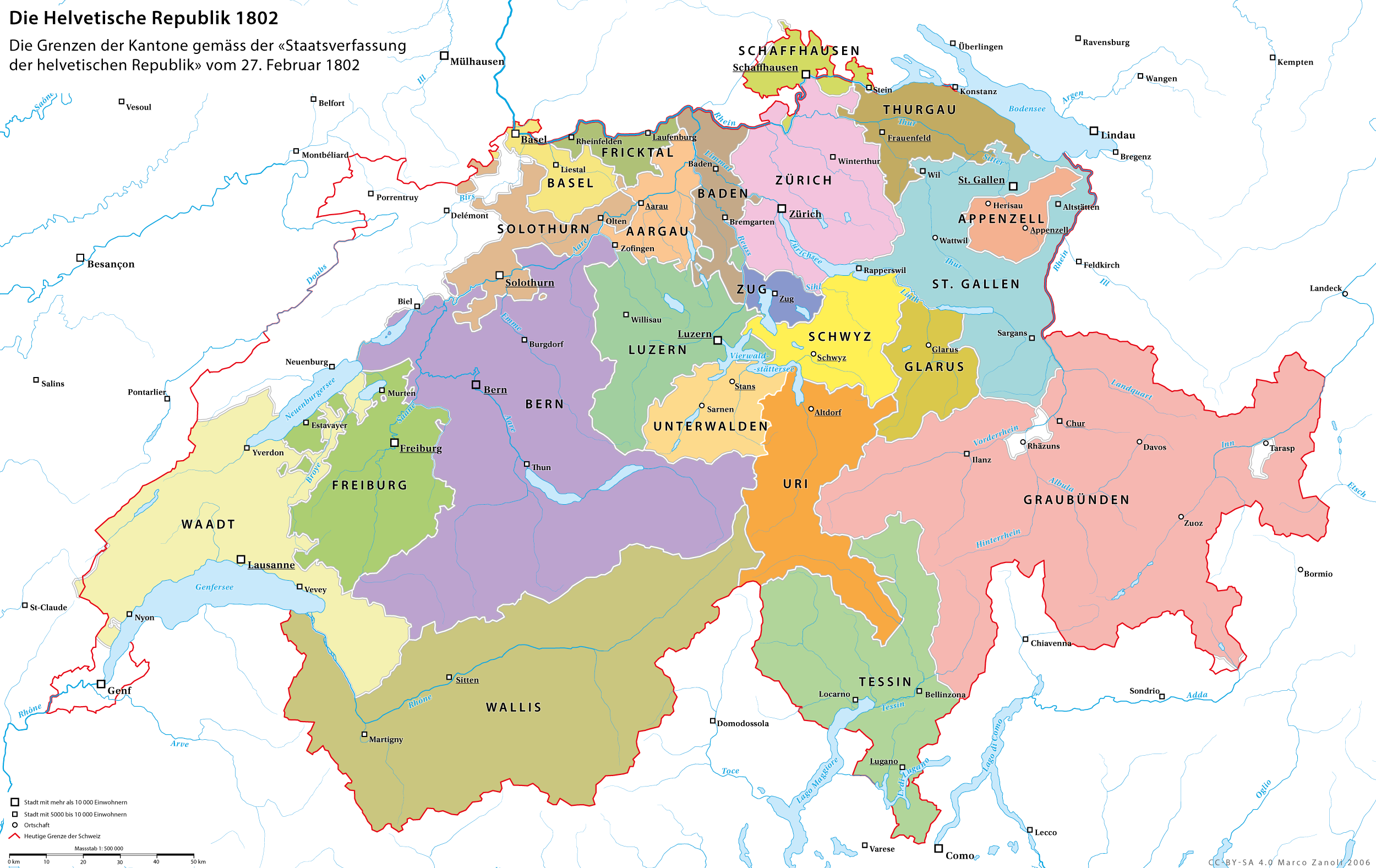
按照1802年2月27日联邦宪法的州边境

虽然这样一来在执政会里有六名统一派人士，但是联邦派和保守派占明显多数。当年春执政会和参议院讨论一个基于马尔迈松宪法的宪法修正案，这份修正案包括众多非常适合联邦派的修改。居住自由重新被闲置，海尔维第公民权被州和县公民权取缔，参选需要相当高的资产，立法和司法从国家统一改为州的职责。1802年2月27日这个宪法在参议院通过，虽然统一派人士强烈反对。由于联邦派太远离革命思想，更由于他们与法国就瓦莱州的争执，拿破仑对联邦派政府，尤其是对阿洛伊斯·冯·雷丁越来越反感，其中原因之一是雷丁试图从奥地利获得支持来反对瑞士割让瓦莱。

### 第四次政变
1802年4月2日海尔维第共和國公民对联邦派宪法进行公投。但是这个公投并不是真正的所有公民参加投票，而仅仅是州代表投票，而这些议员又仅仅是每个州通过一个两人组成的选举委员会从所有有权参选的公民中挑选出来的。这个委员会中的一人是由州政府，另一人由海尔维第参议院挑选决定的。这个措施实际上是为了保证公投结果符合政府的意见，因为通过这个程序只有联邦派信任的人才会获选。虽然如此只有阿彭策爾、巴登、索罗图恩和苏黎世无条件接受这个宪法。大多数州虽然原则上同意，但是要求进行巨大更改、完全反对或者没有能够在要求的时间内投票。这个不肯定结果意味着联邦派政府的结束。
1802年复活节期间统一派呈许多天主教联邦派人士放假缺席的机会又一次政变。1802年4月17日在伯恩哈德·腓特烈·库恩的建议下执政会决定关闭参议院，召开绅士大会来按照统一派的意愿解决宪法问题。联邦派人士辞职。雷丁回到伯尔尼后被强制解职。

### 第二部宪法

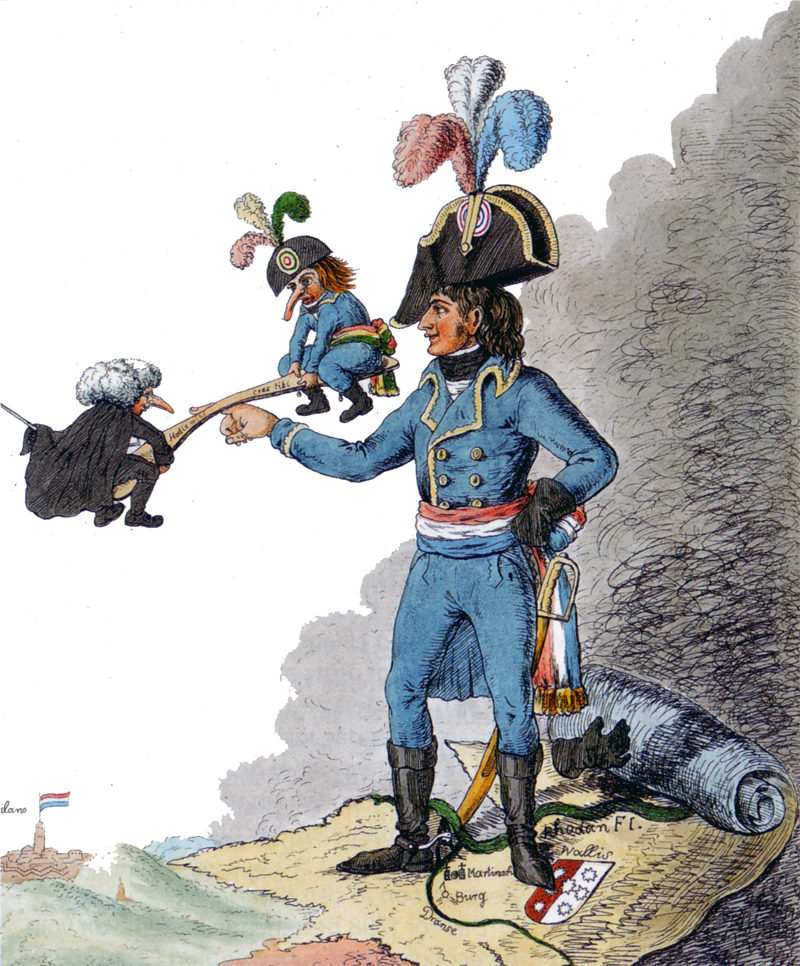
《政治跷跷板》，当时的讽刺：法国第一执政作为调停人让贵族联邦派和革命统一派小丑坐“政治跷跷板”，与此同时把战略重要的瓦莱州取走

1802年4月30日绅士大会召开讨论新宪法。由于阿尔布莱希特·兰格和法国大使已经就新宪法的草案达成协议，因此大会除了赞同这个草案外没有其它选择。按照法国的要求这个第二部海尔维第宪法基本上是按照拿破仑的草案写的。州的数目被确定为18个，参议院和代表大会被保留，没2.5万名公民推选一名代表，每个州至少推选一名代表。
选举过程非常复杂，因此相当不民主。每个州组织两个选举团，一个有提名权，一个有任命权。提名团的人是终身制的，一开始它的成员由参议院决定，以后它可以自己任命自己的成员。只有拥有一定数量资产的公民才能进入提名团。在选举的时候公民设立一个可选人名单，提名团从这个名单里挑出一些参加选举。从这些人中任命团挑选出它认为合格的人。这些人进入代表大会，他们的任期是五年。所有团体的人的任期均比较长，目的是为了保障稳定性。政府执行团体是一个执行会议，这个会议由一名会长、两名副会长和五名国家书记组成。这些人的任期为九年。州获得一些权利，但是中央政府也没有被过度削弱：州可以制定自己的宪法，可以开办公费学校，给神职人员付工资以及对基础结构的使用收费。此外它们还拥有一些立法的权利。
执政会于5月25日将第二海尔维第宪法以及27名参议员的名单提交公投。这次公投被看作是瑞士领土上第一次进行的全民公投。每个公民都必须在四天内决定“赞成”或者“反对”。没有投票的被算作是赞成。最后16个州赞成这部宪法，但是实际上只有72453票的确是赞成票，167172名公民根本没有投票，但是被算作赞成，92423票反对。7月2日执政会宣布宪法通过。次日参议院开会，任命执政会。在法国大使的影响下一名联邦派人士被任命为会长。副会长则全部是统一派人士。
新改组的共和国必须立刻和法国讨论双方纠纷的问题。法国立刻承认新政府。就瓦莱州问题双方达成一个妥协。拿破仑不再要求把瓦莱州让给法国，他也愿意让瓦莱独立为一个共和国，受法国和海尔维第的双重保护。海尔维第共和國为此获得弗里克谷，但是不获得南侏罗。此外共和国必须解决自己的财政问题。早在1800年9月15日封建制度被取消后政府就已经开始收地产税。但是这个税又造成了其它问题。1802年春收这个税压迫最重的农民在部分地区起义，像1798年一样攻击宫殿，目的是为了销毁纪录着中世纪和近代早期的地产税的老文献。因此到1802年春如何解决地产税的问题还毫无头绪。

### “杵棒战争”

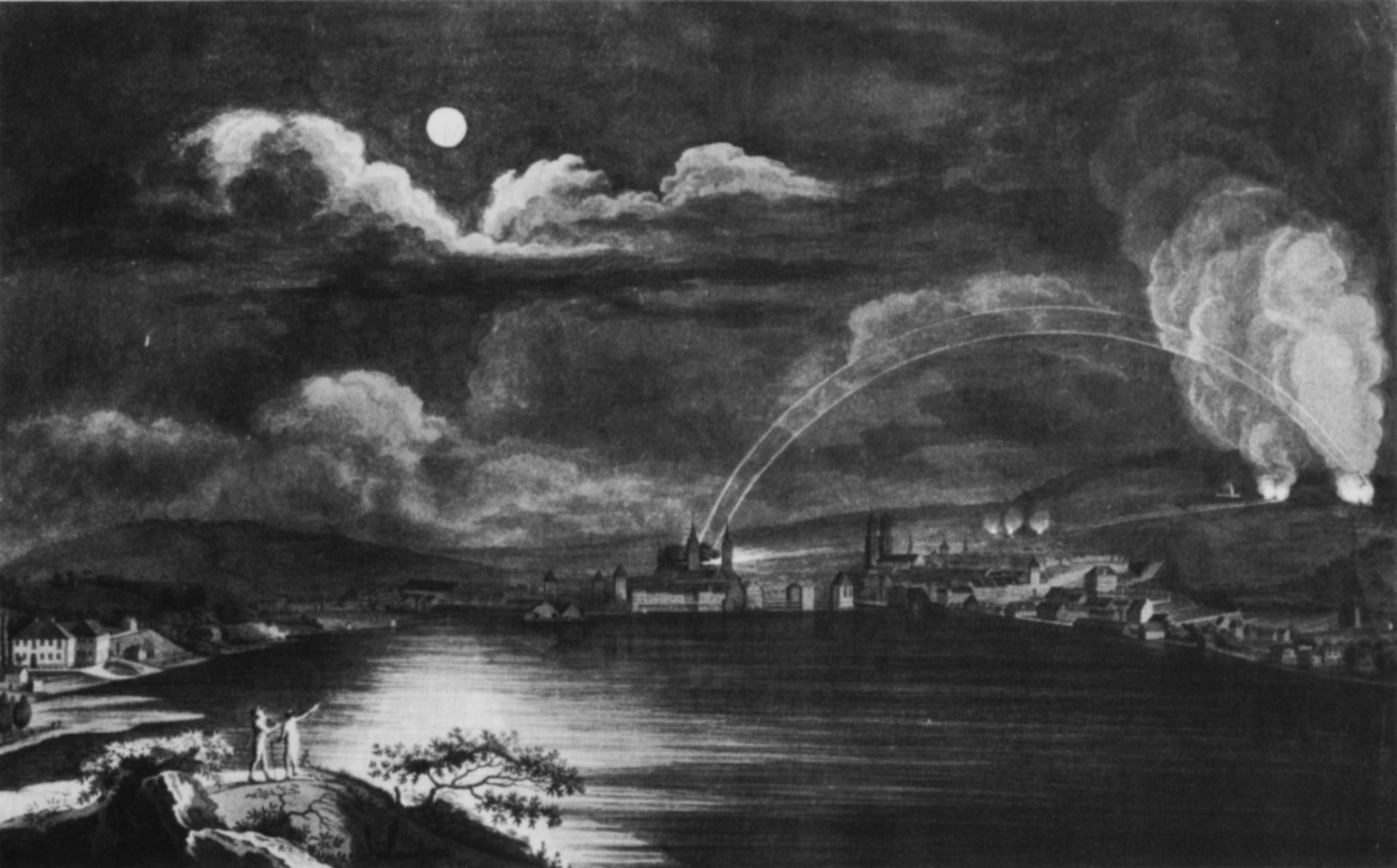
1802年9月12日夜海尔维第军队炮轰苏黎世

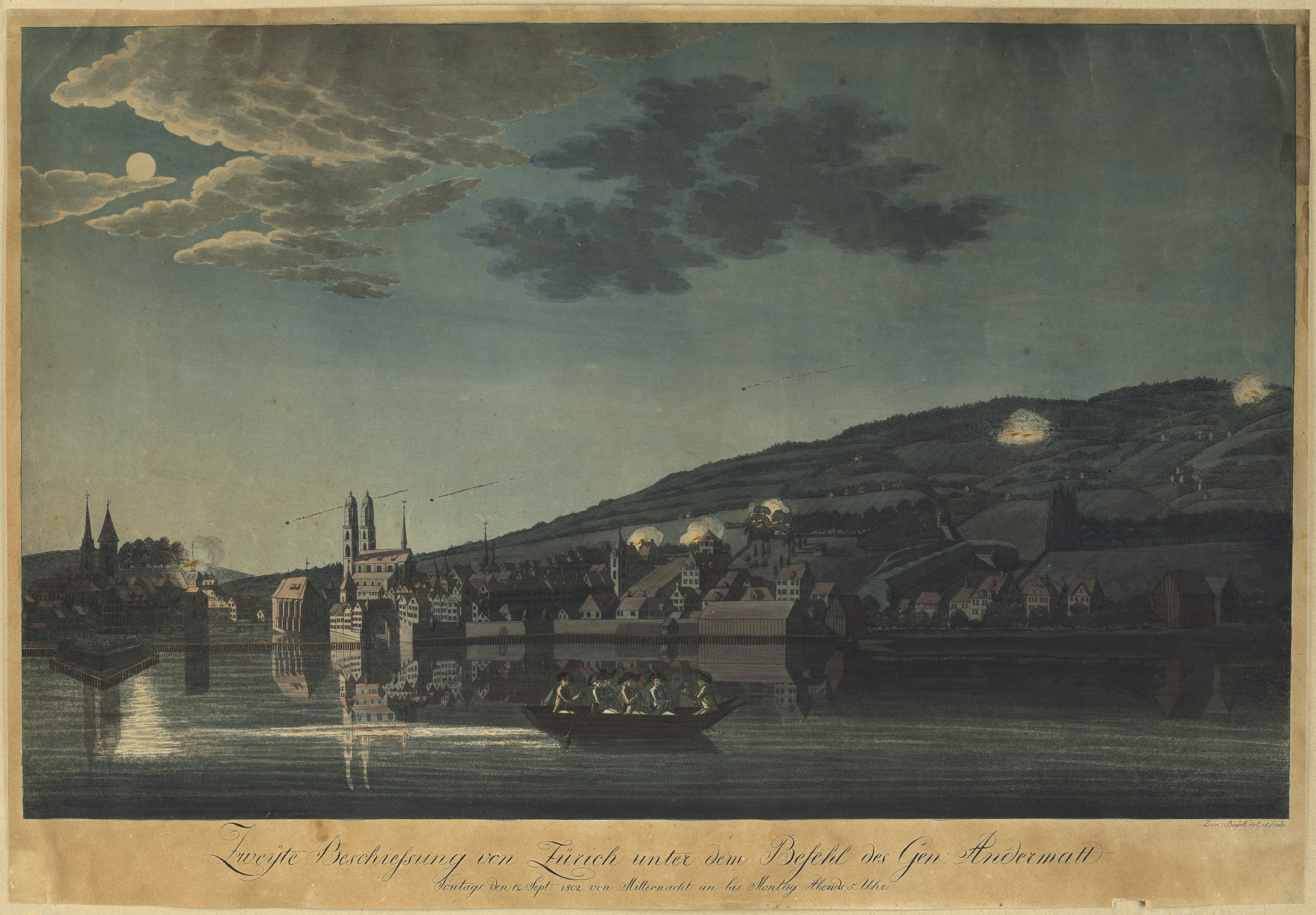
第二次炮轰苏黎世，从苏黎世湖看市中心，右侧的山是苏黎世山

就在这个关键时刻拿破仑宣布从海尔维第撤出法国军队。一些历史学家认为拿破仑此举就是要让海尔维第共和國覆灭。他可能的确通过他的间谍系统非常精确地知道海尔维第的情况，他可能的确知道海尔维第共和國很快就会陷入困境，那时法国又可以以光明的救难人的姿态出现。至少在外表上这次撤军是按照吕内维尔和约的要求进行的。这个和约结束了第二次法国大革命战争，并认同海尔维第共和國的独立。1802年7月20日海尔维第公民获得了法国撤军的消息。
与此同时各州开始制定自己的宪法。阿尔高、巴塞尔、弗里堡、索罗图恩、沃州、楚格和苏黎世的州宪法也的确制定。在其它州由于反革命派的活动州宪法未能出笼。由于法国撤军反对派觉得他们的时机到达了。在瑞士内地8月爆发起义，赞成海尔维第的公民被恐怖攻击驱逐。发生动乱的州同时呼吁拿破仑和神圣罗马帝国皇帝帮助。雷丁又是他们的领头人。法国大使的调停没有任何结果。执行会于8月初派兵去瑞士内地。8月末格拉魯斯和阿彭策爾也以瑞士内地为榜样起义。格劳宾登的一些镇也爆发动乱。一开始共和国军队未能镇压起义。1802年8月28日这支1850人的小军队在皮拉图斯峰附近被迫撤退。随后它主要保护洛桑不被起义军攻破。执行会因此向拿破仑求救，希望他对共和国的反对者施加压力。9月7日执行会与起义的州达成一个临时停火协议，并试图调停。
政府对瑞士内地的无能为力使得瑞士各地新制度的受损失者开始行动，其中包括失去了他们的特权和职权的城市贵族以及失去了它们的垄断地位和行会的城市。8月在苏黎世出现了反对海尔维第政府的力量以及城市与农村之间的冲突。共和国政府派军队去苏黎世，导致情况白炽化。苏黎世关上城门，拒共和国军不纳。1802年9月10日和13日共和国君两次炮轰苏黎世。最后双方达成妥协，政府派驻的市长可以进入城市，但是他不带兵。这个妥协以及苏黎世坚决抵抗的榜样对起义军来说是一个信号，1802年9月和10月整个海尔维第共和國陷入内战，即所谓的“杵棒战争”（Stecklikrieg），这次内战最终导致了海尔维第共和國的覆灭。在9月内众多州表示不再支持共和国政府。一支起义军在阿尔高聚集后向共和国首都伯尔尼进发。

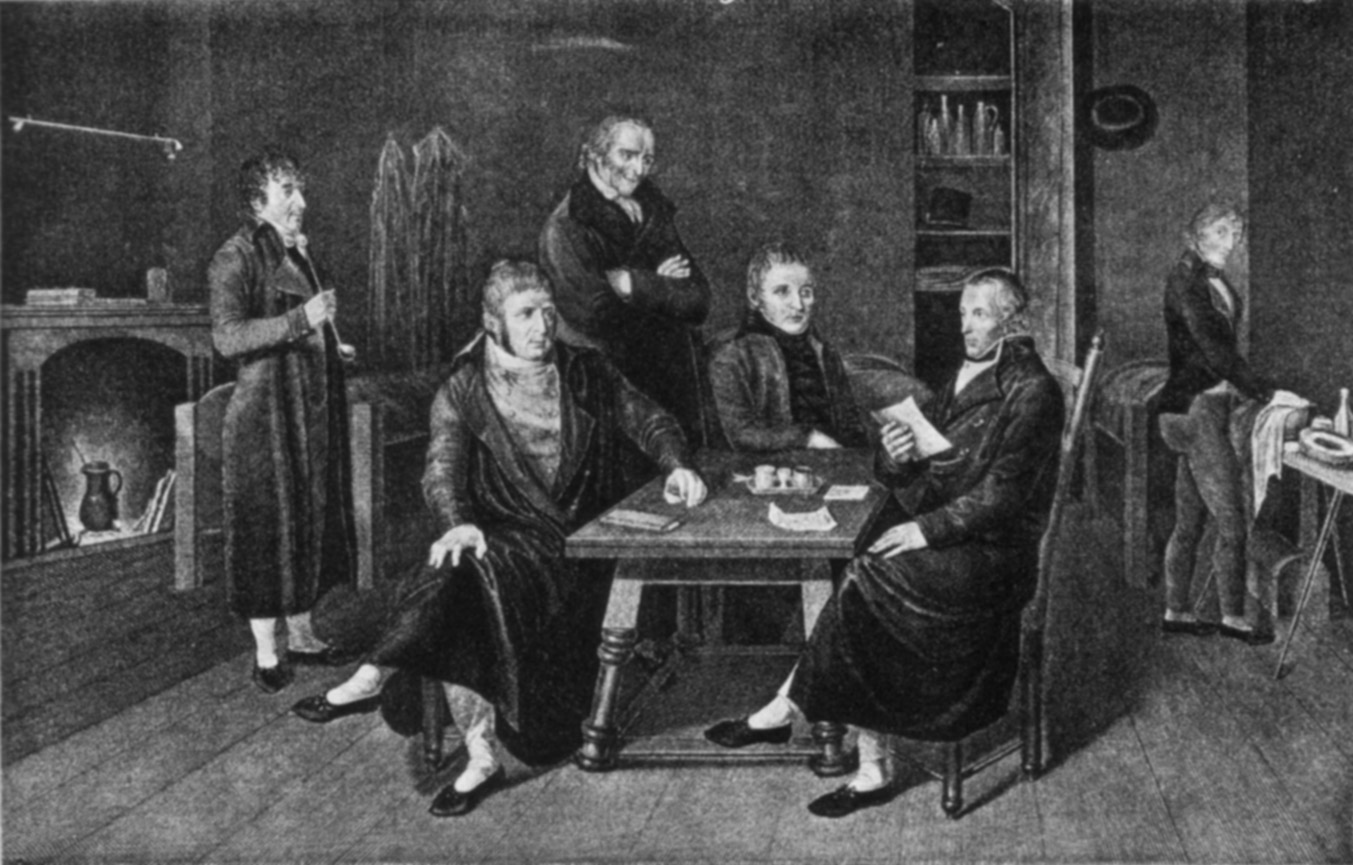
1803年被关押的杵棒战争首领等候拿破仑的发落

在伯尔尼海尔维第政府解体。9月14日一些贵族和联邦派的参议员迫使三名政府成员离职，提名了一名过去的伯尔尼将军和联邦派人士为会长。但是这位将军立刻表示不受任，并参加勒比海起义军。因此9月16日老政府又上任。9月18日瑞士内地宣布停火结束，更加加剧了共和国的不利地位。雷丁呼吁全瑞士联邦派颠覆海尔维第，重建老联盟。
在这个危难中9月17日海尔维第政府向拿破仑作为海尔维第宪法的保障求救。但是在9月19日起义军就到达伯尔尼了。政府被迫逃亡，通过沃州和伯尔尼的农村逃往洛桑。在伯尔尼、巴塞尔维亚、洛桑、索罗图恩和苏黎世过去的贵族议会又聚集到一起宣布重建旧秩序。伯尔尼还要求阿尔高再次成为自己的奴仆。作为最后一次反击海尔维第军队从沃州和弗里堡进攻，但是于1802年10月3日被联邦军击败。
9月18日瑞士内地的五个州邀请其它州和附庸地区去施维茨参加联邦会议。9月30日在那里聚会的16个州的代表宣布重建联邦并要求欧洲大国承认它。这样一来海尔维第共和國似乎是已死了。

### 拿破仑干涉

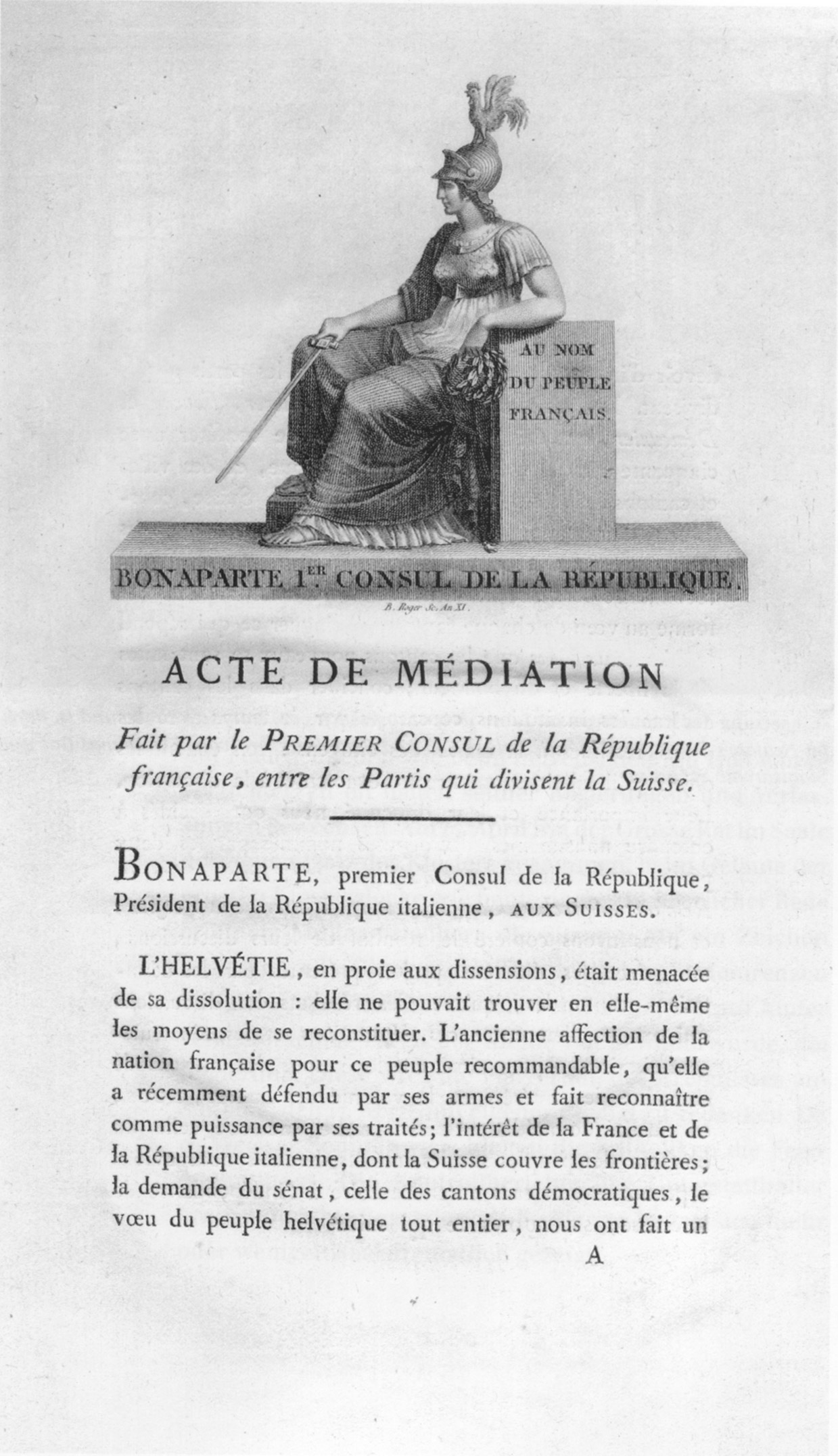
1803年《调停法令》封面

海尔维第政府多次向拿破仑求救，最后甚至要求他军事干涉。拿破仑先坐视情况的发展，拒绝在一个合法政府与造反者之间调停。直到格劳宾登又有陷入奥地利势力范围内、海尔维第政府的败局已定时他于9月28日下令米歇尔·内伊将军开往日内瓦，准备入兵海尔维第。在瓦莱、薩伏依、科莫等地共25至30个团待命而发。9月30日拿破仑通告瑞士公民他将调停这场内战。他下令海尔维第参议院在五天之内在伯尔尼开会、所有临时建立的老政府和政府机关以及所有军队立刻解散。此外法兰西共和国第一执政还要求参议院以及所有州派代表去巴黎参加“海尔维第商讨”。
一开始起义的州不肯遵从巴黎的命令，9月25日他们甚至批准了一部新宪法，这部宪法完全重建州的主权。法国军队因此进入瑞士，占领伯尔尼、巴塞尔、苏黎世和瑞士内地。雷丁等起义领袖被捕，这样一来贵族和联邦派的反革命失败了。

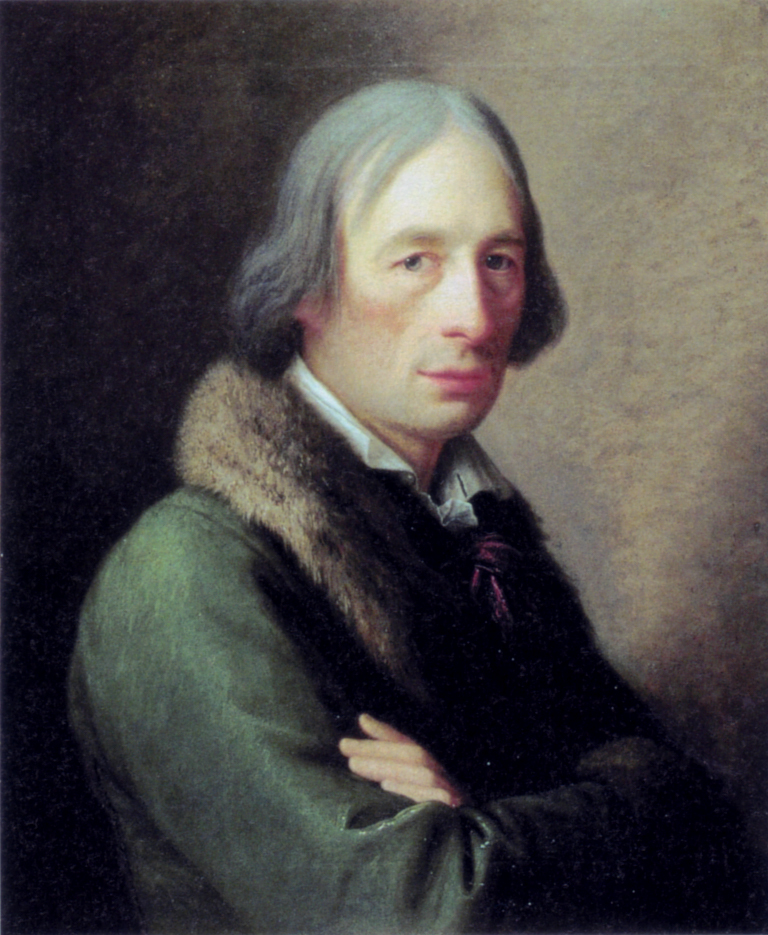
海尔维第参议院派到商讨的代表卡尔·冯·穆勒-弗里德贝尔格

1802年12月10日海尔维第商讨在巴黎开始。参加的代表中有45名统一派人士和18名联邦派人士。除拉阿尔普外海尔维第共和国所有的名人都参加了。拉阿尔普谢绝参加了。拿破仑派人代表他在开幕式上宣读他的引导：他要求代表们制定一部保障法律平等的联邦宪法。因此在这个商讨开始的时候海尔维第共和國是否继续生存已经不成问题了。州宪法和联邦宪法的讨论和制定一直延续到1803年1月末。1803年2月19日拿破仑把包含所有州宪法和联邦宪法的《调停法令》递交给他亲手选出的瑞士总督。

### 解散
虽然拿破仑介入后执政会理论上又获得了对整个国家的控制，但是实际上到共和国解散为止它没有任何作用，因为在大多数州里政府机关由联邦派人士掌握。最后政府还能在外交上获得一个成果：按照吕内维尔和约神圣罗马帝国应该把所有莱茵河左岸的地域割让给法国，为了补偿德意志国家在领土上的损失所有原来教会领土全部被世俗化分给世俗领主。在雷根斯堡的永久帝国会议的最后一次会议上这个问题要被执行。这个问题也涉及到海尔维第共和國，因为至此为止神圣罗马帝国领土上的教会和世俗领主、修道院在海尔维第共和國境内还拥有领地和地产，同样瑞士领主在神圣罗马帝国境内也有这样的领地。1802年秋开始讨论这个问题，10月末基本上达成协议海尔维第共和國在神圣罗马帝国境内丧失的领土将通过塔拉斯和庫爾主教领地来补偿。海尔维第共和國向在其境内有领地的领主偿付40倍的年息作为代价来获得对这些领地的主权。由于海尔维第共和國的外交干涉以及法国和俄罗斯帝国的支持海尔维第共和國最后获得的条件比吕内维尔和约中规定的要好。1803年2月25日达成的德意志调停中瑞士无偿获得了过去教会领主在海尔维第共和國境内的领地。
海尔维第共和國老机构的最后官方行为是参议院于1803年3月5日批准调停法令。3月10日新总督上任，海尔维第共和國正式停止存在。
传统地在瑞士历史上把继海尔维第共和國后从1803年到1813年这段时间的阶段成为“调停时期”。这段时间瑞士的官方名称是海尔维第联邦（Confoederatio Helvetica）。

## 机关和宪法

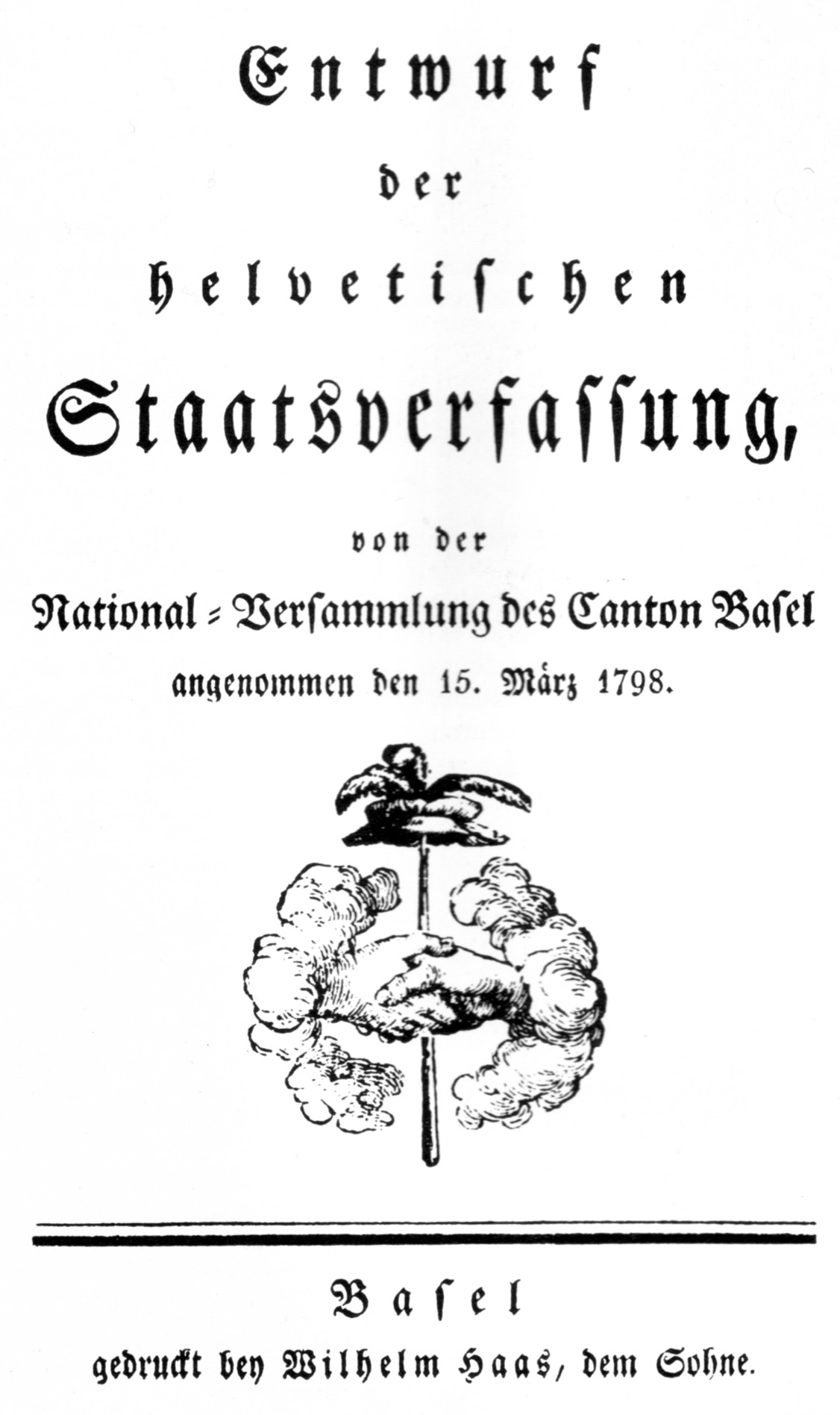
1798年海尔维第宪法草案的封面

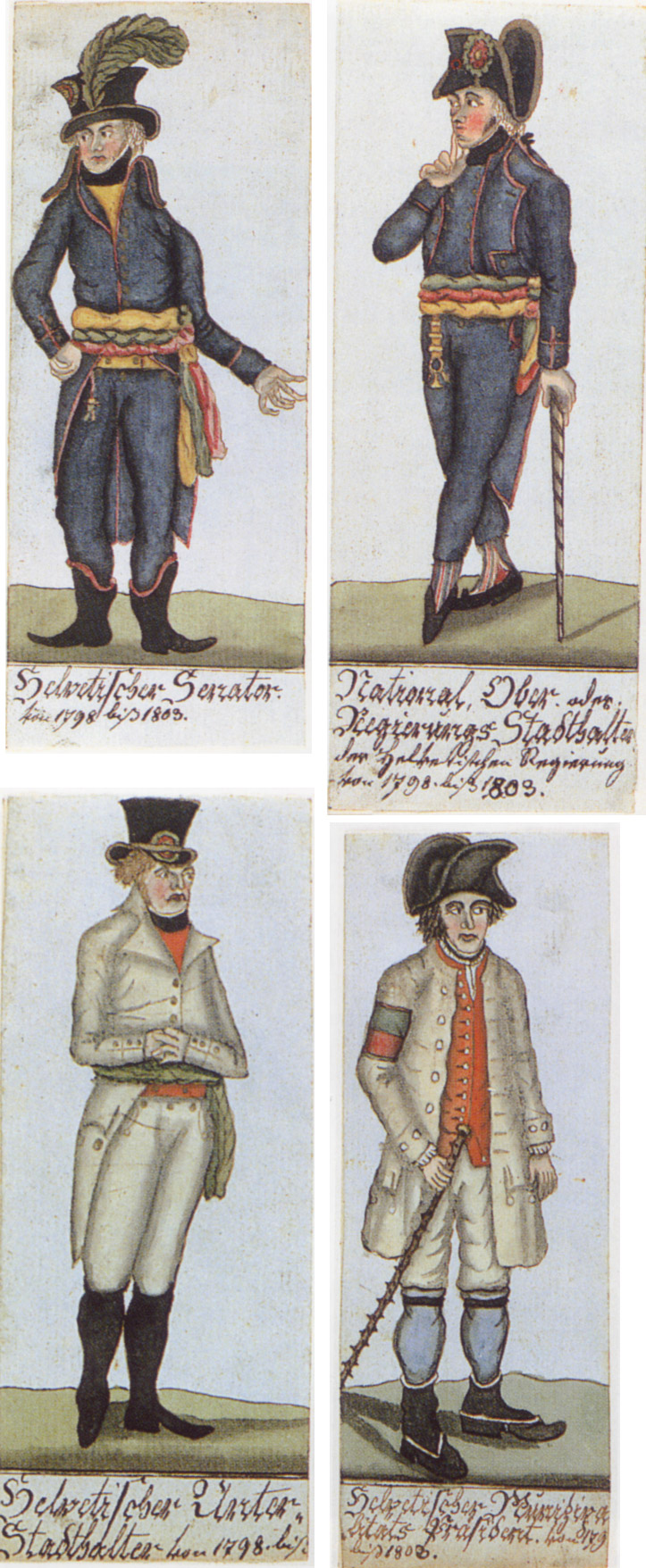
海尔维第官员制服

### 第一部宪法的榜样和引入

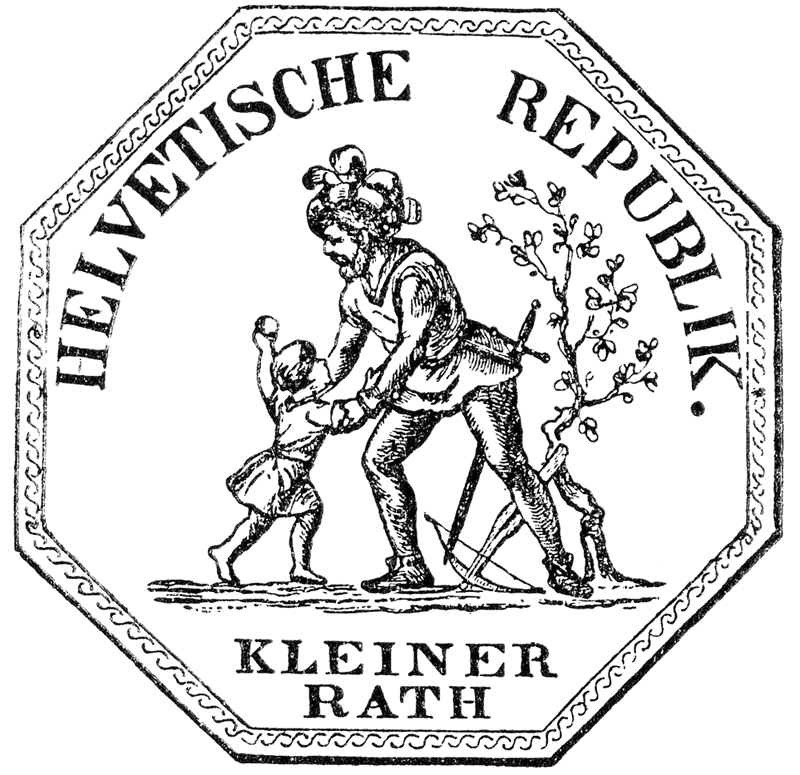
威廉·泰爾，传说中瑞士内地来的民族英雄，这个图像是海尔维第共和國执行会的印章

第一部海尔维第宪法是巴塞尔行会会长彼得·奥克斯受法国督政府之命起草的。1798年1月15日奥克斯把他的草案提交给督政府，1798年2月这个草案被印刷，并在瑞士联邦发表。它被看作是今天瑞士境内第一部现代宪法。奥克斯本来打算把这部草案提交给一个海尔维第立宪委员会讨论，但是在督政府的干涉下在这部宪法中规定下了最早在六年后才可以更改这部宪法。由于这部宪法不能更改因此在瑞士产生了它是法国命令的感觉，这使得这部宪法的地位降低。1798年4月12日州代表多数在阿劳批准了这部宪法。
这部宪法的部分经常被取消或者宣布失效，比如通过1798年11月5日、1799年2月15日和5月18日的法令。1800年1月7日政变后第一部海尔维第宪法失效。虽然在这部宪法的原则中说宪法在没有获得公民批准前不能生效，但是实际上第一部海尔维第宪法从来没有被公民表决过。第二部宪法则于1802年6月通过了瑞士第一次公民投票。通过海尔维第宪法书面宪法首次进入瑞士，在此前这样的宪法在瑞士没有存在过。

### 原则和国家秩序
第一部海尔维第宪法基本上是效仿法国督政府宪法制定的。整个联邦像其它法国子共和国一样被改建为一个中央管理和统治的统一国家。新国家秩序的原则是国民主权、权力分立和法律平等。从国家形式来看海尔维第共和國是按照代表民主制设计的。所有过去各州之间以及统治和被统治地区之间的区别全部被取消。这个地区平等的原则在海尔维第共和國灭亡后依然保存，因此拥有长久的意义。
共和国内虽然有州，但是它们没有任何主权，而仅仅是选举、管理和司法区域。每个州由州长管理，这个州长是督政府直接指定的。按照法国革命的主意海尔维第共和國公民享受一系列基本权和自由：普及的自由选举、思想和新闻自由、宗教和文化自由、贸易和职业自由、私人财产权。任何遗传的头衔或者由于出生地位获得的特权被禁止。任何什一奉獻、法律不平等、特权和封建主义的因素以及行会制度被取消。在这些方面海尔维第宪法标志着与至此为止瑞士联邦传统国家原则的决裂。这个国家设计也包含了中央集权的“现代化国家思想”，至少在州级这个主意从专制主义时期开始就已经成为城市国家的理想。

### 行政
如同法国一个五人组成的督政府是第一部宪法规定的行政机构，这五个人是由立法机构间接选举产生的。督政府负责共和国的内外安全，指挥陆军。只有督政府可以和外国结成条约。督政府命名国家行政各部的部长和各州州长以及国家检察官和最高法院法官。通过州长督政府直接管理各州行政机构。督政府也随时可以解散各州法院和行政机构，并在下一次选举前临时任命法院和政府人员。州以下分县，州长任命县长，县长任命区长。整个官僚机构是从上向下组织的，公民无法介入。实际上共和国的中央政府从来未能真正掌握整个国家的大权，而是必须和旧秩序一样依赖公民和县镇的合作。公民实际上依然有相当大地影响区级管理的能力。

### 立法
立法机关由一个152名议员组成的大议会和一个76名议员组成的参议院组成。一开始每个州向大议会派八名代表，按照宪法后来大议会的议员应该按照人口数量的比例来分配，但是到共和国结束这个计划没有实现。在参议院里每个州派四名议员。按照复杂的选举规则参议员的任期为八年，大议会议员的任期为六年。在双数年参议院四分之一的席位要重新选举，在单数年大议会三分之一的席位要被重新选举。大议会职能提议法律和决议，参议院只能赞成或者反对，但是不能更改。宪法更改要参议院提议，大议会职能讨论。

### 司法
司法机构分四级：在区级司法系统为太平紳士，直到今天在一些瑞士州依然有太平紳士。此上区法院判决民事诉讼和管理警察。今天在一些州里也还有这个级别。再向上州法院是最高民事法庭，也是最低级的刑事法庭。再向上的最高法庭是民事上诉法庭和刑事最高法庭。最高法庭也是行政法庭。最高法庭和州法庭的法官由公民间接选举，最高法庭的主席和最高检察长由督政府任命。在州法庭和区法庭州长任命法庭主席和检察长。督政府可以随时解散它不喜欢的州和区法庭，重新制定临时法庭。计划中还打算按照法国的榜样颁布国家的民法和刑法，但是这个计划只是开了个头。

### 公民权、投票权和选举权
所有20岁以上的公民拥有公民权和主动选举权，这是瑞士首次拥有这样广泛的公民权。所有的阶层差异全部废除，在一地居住了20年以上的常住民、工人和外国人也获得公民权；理论上海尔维第共和國是一个代表制民主国家，因此是国民主权，修改宪法只有全民表决才能通过。
取代舊制度裡不同阶层和地区性行政区劃的，是现代的公民区镇，这是瑞士最早的公民行政区划；同个行政区內的公民在政治、社会和经济上平等。
公民代表的选举使用一种非常复杂的间接选举，每个州的每100名州民在第一轮选举中选出一名投票人；这样选出的投票人抓阄选择一半。这一半人选举该州的代表，每州选一名代表进入最高法庭、四名代表进入参议院、八名代表进入大议会；同时这些投票人也选举每个州的州法院和州议会。

## 行政区划

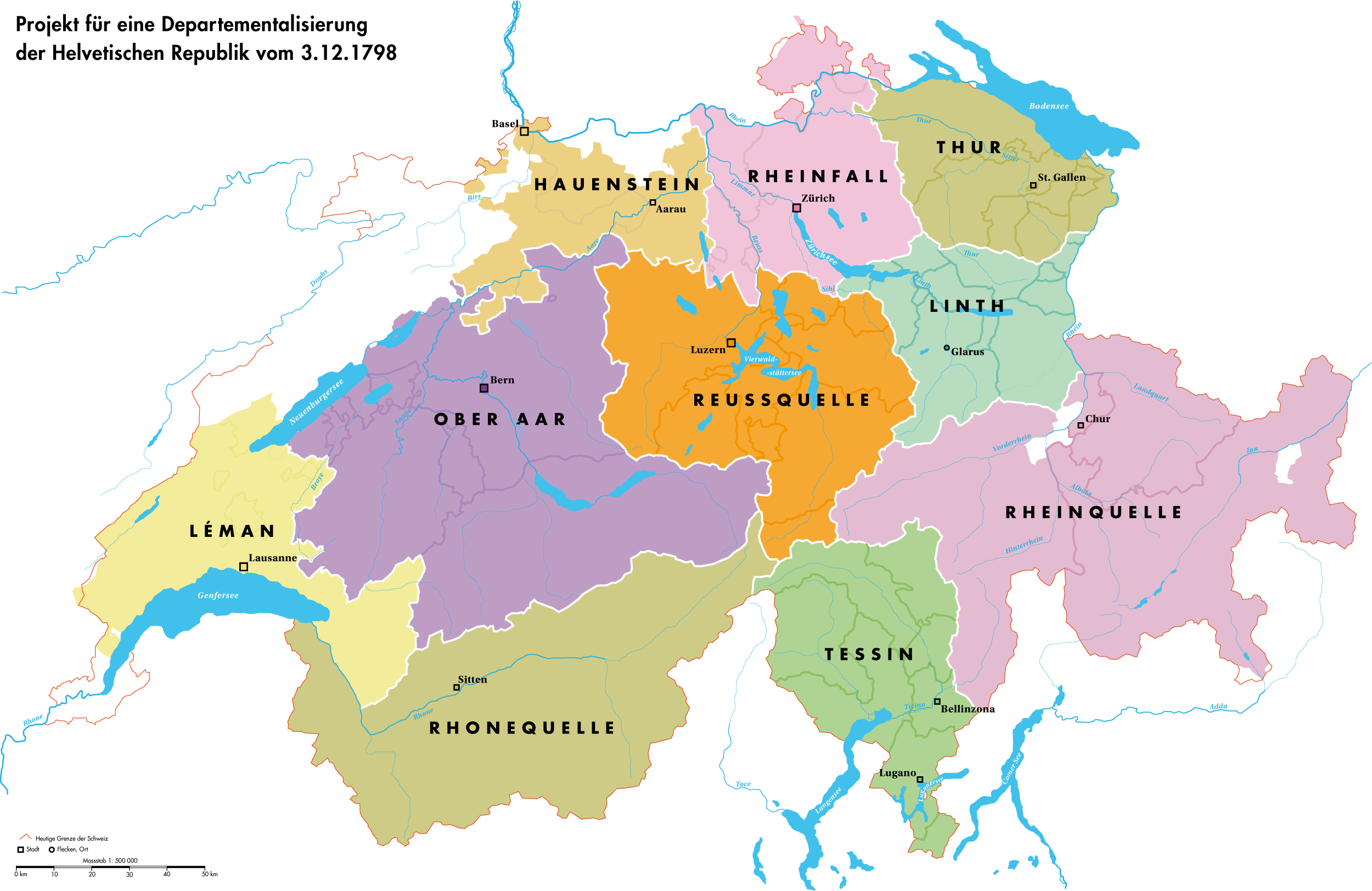
1798年12月分省的计划，未实现

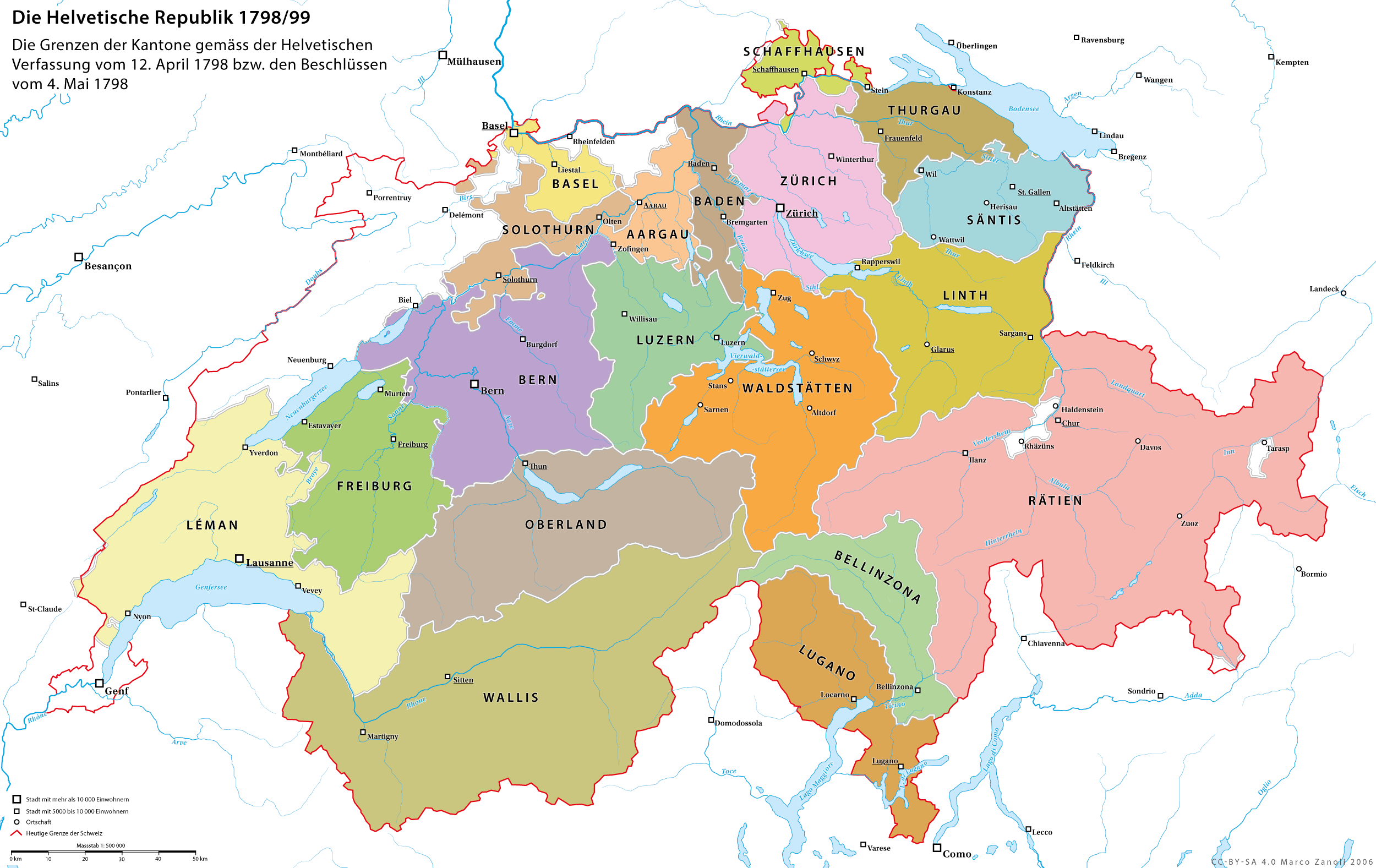
1799年4月前的行政区划

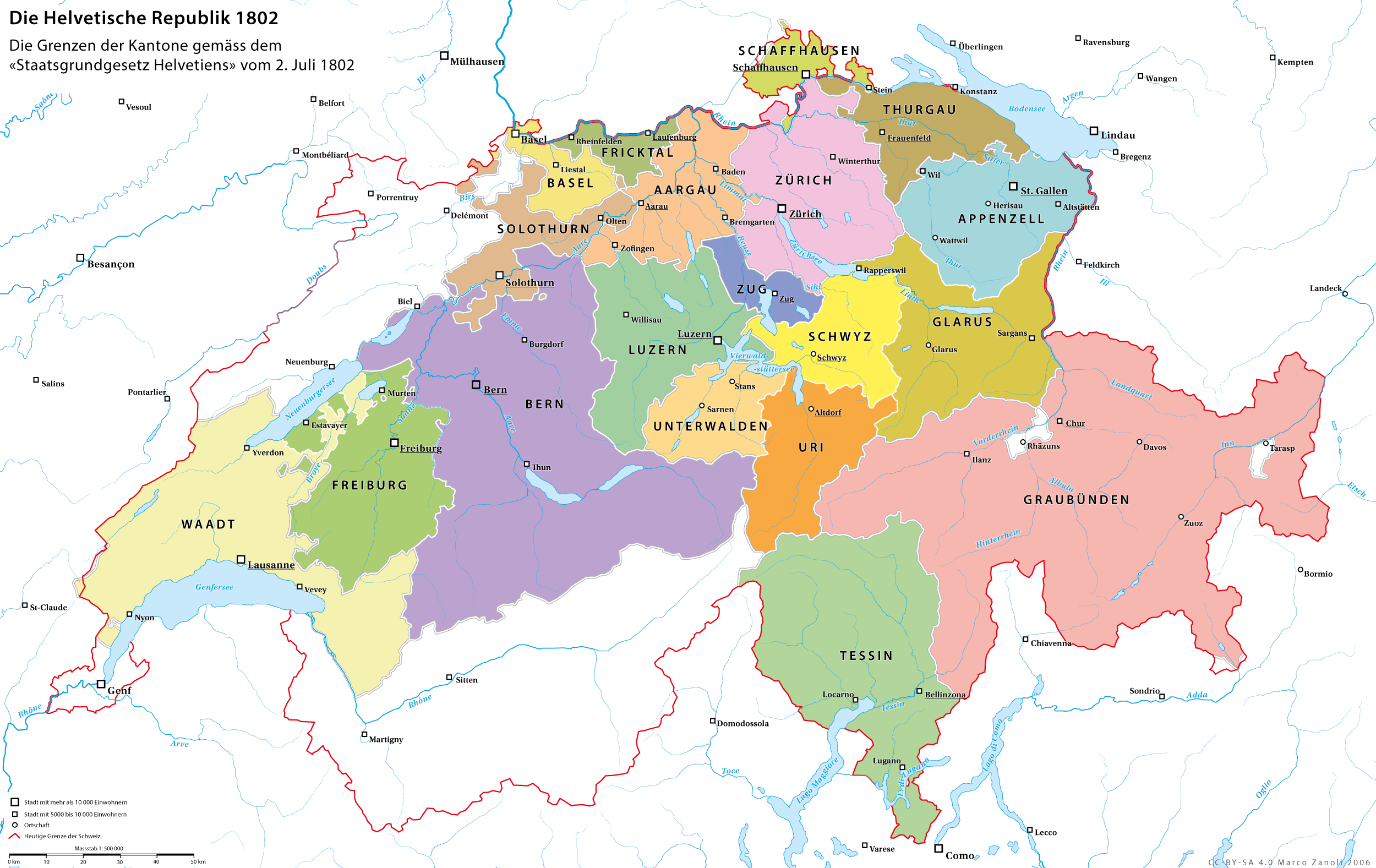
1802年第二宪法后的行政区划

海尔维第共和國下分州，在过去这些州实际上自主，但是在共和国里它们只是行政区域而已。为了打破过去的结构，州的界线也被重新分划。日内瓦、米卢斯、納沙泰爾州、比尔等地不再属于海尔维第共和國。根据海尔维第共和國宪法一开始分22个州，后来改为20个：
- 阿爾高州
- 巴登州，1802年7月20日并入阿尔高州
- 巴塞爾州
- 貝林佐納州，1802年7月20日与盧加諾州合并为提契諾州
- 伯尔尼州
- 弗里堡州
- 弗里克谷州，1802年2月20日成立，原属奥地利
- 雷梦州
- 林特州
- 盧加諾州，1802年7月20日与贝林佐纳州合并为提契诺州
- 卢塞恩州
- 高地州，伯尔尼高地，1802年7月20日并入伯尔尼州
- 雷蒂亚州，1799年4月21日加入
- 圣提斯州，1801年9月改名为阿彭策尔州
- 沙夫豪森州
- 索洛圖恩州
- 圖爾高州
- 森林州，1801年11月5日分裂为四个州
- 瓦莱州
- 苏黎世州

## 改革项目

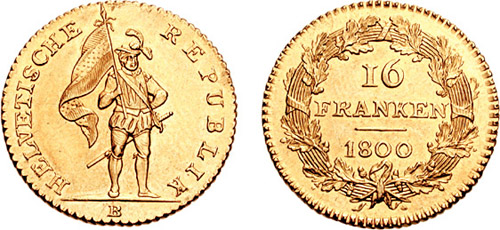
1800年在伯尔尼铸的海尔维第共和國16法郎硬币

1798年春海尔维第共和國政府开始进行一系列改革来实现革命的原则。大多数这些改革因为经济困难已经政治动荡而没有实现，或者虽然写成法律但是没有人执行。
- 个人自由：从1798年5月28日起以“公民”取代“先生”为称呼。封建制度被取消，对犹太人收的特殊税被取消，酷刑被禁止。
- 世俗化：1798年春所有修道院财产被国有化，修道院不准收学徒。1803年共和国还达到了禁止所有在国外的亲王、修道院对瑞士境内他们原来的领地的控制。
- 经济、职业和贸易自由化：1798年秋行会被取消，实行职业自由，工业得以自由发展。
- 建立国家服务：从1799年起海尔维第邮政开始工作，在全国实行统一价格。1799年3月19日铸币业国有化，引入瑞士法郎。但是新引入的硬币仅仅扩大了硬币的混乱。由于政府不肯发行纸币，因此瑞士法郎没有能够通行。
- 取消什一奉獻：1798年11月10日的法律规定重新处理农民必须交的什一奉獻。水果、蔬菜等的什一奉獻被完全取消。谷物、饲料、葡萄酒等的什一奉獻通过国家向原来的领主交付15倍的钱币取代。革命前农民必须用产物来交地税，现在他们可以通过交20倍的钱币取代。但是由于经济困难这些措施于1800年9月15日又被取消，这导致许多受影响的农民不满。许多地方农民冲入地方政府机关销毁相关的文献。
- 设立国家学校制度：1798年每个州设立一个八人教育委员会，这个委员会的任务在于独立地、不受教会影响地管理每个州的学校，任命每个区的学校督察。本来还计划设立不同种类的学校以及引入普及教育制。
- 司法改革是海尔维第宪法的一部分。不平等被取消，农奴制被取消，设立统一的公民权。犹太人不必再交犹太税，但是没有授予他们公民权。妇女也没有获得平等。设立民法和刑法。民法基本上没有能够建立，1799年5月4日刑法设立。

## 旗帜
海尔维第共和國的国旗是一面三色旗，它是1799年2月13日正式引入的，由绿红黄三个眼色组成。在红色中写着国名。在一些变体中在其它颜色里也写有字样。

## 首都
根据海尔维第宪法洛桑是共和国首都。但是因为1798年4月共和国是在阿劳宣布成立的，而议会于1798年10月9日才迁到洛桑因此阿劳常被称为是首都。1800年1月政变和1802年5月29日生效的马尔迈松宪法将议会和政府驻地定为伯尔尼，这个情况一直延续到共和国结束。

## 外部連結
- 海尔维第共和國 （页面存档备份，存于） （德文） 於瑞士歷史辭典
- 拿破崙時期的瑞士地區劃分 （页面存档备份，存于） （法文）